# Botanischer Garten und Botanisches Museum Berlin

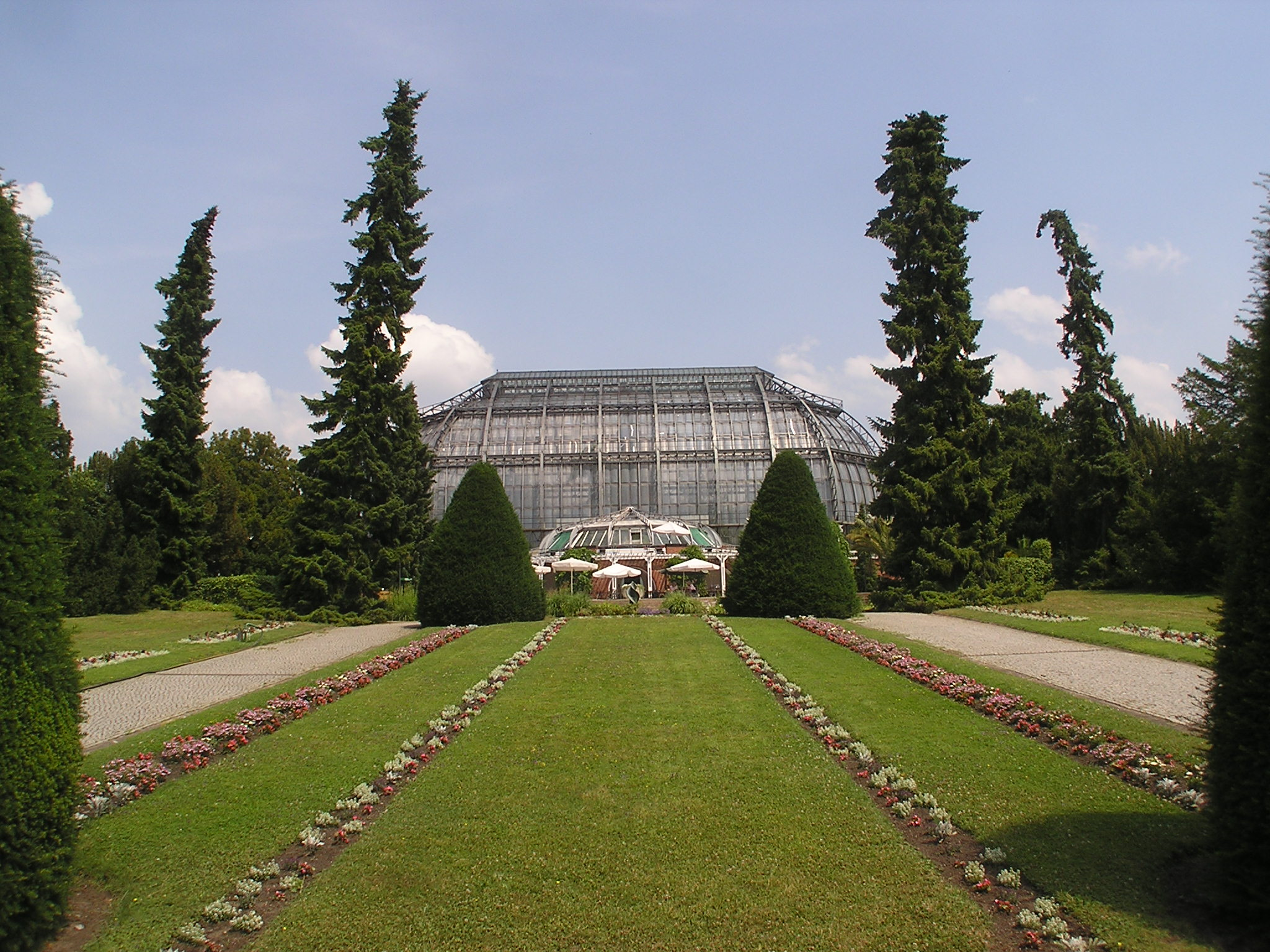
Hauptsichtachse im Italienischen Garten mit Großem Tropenhaus im Hintergrund, 2006

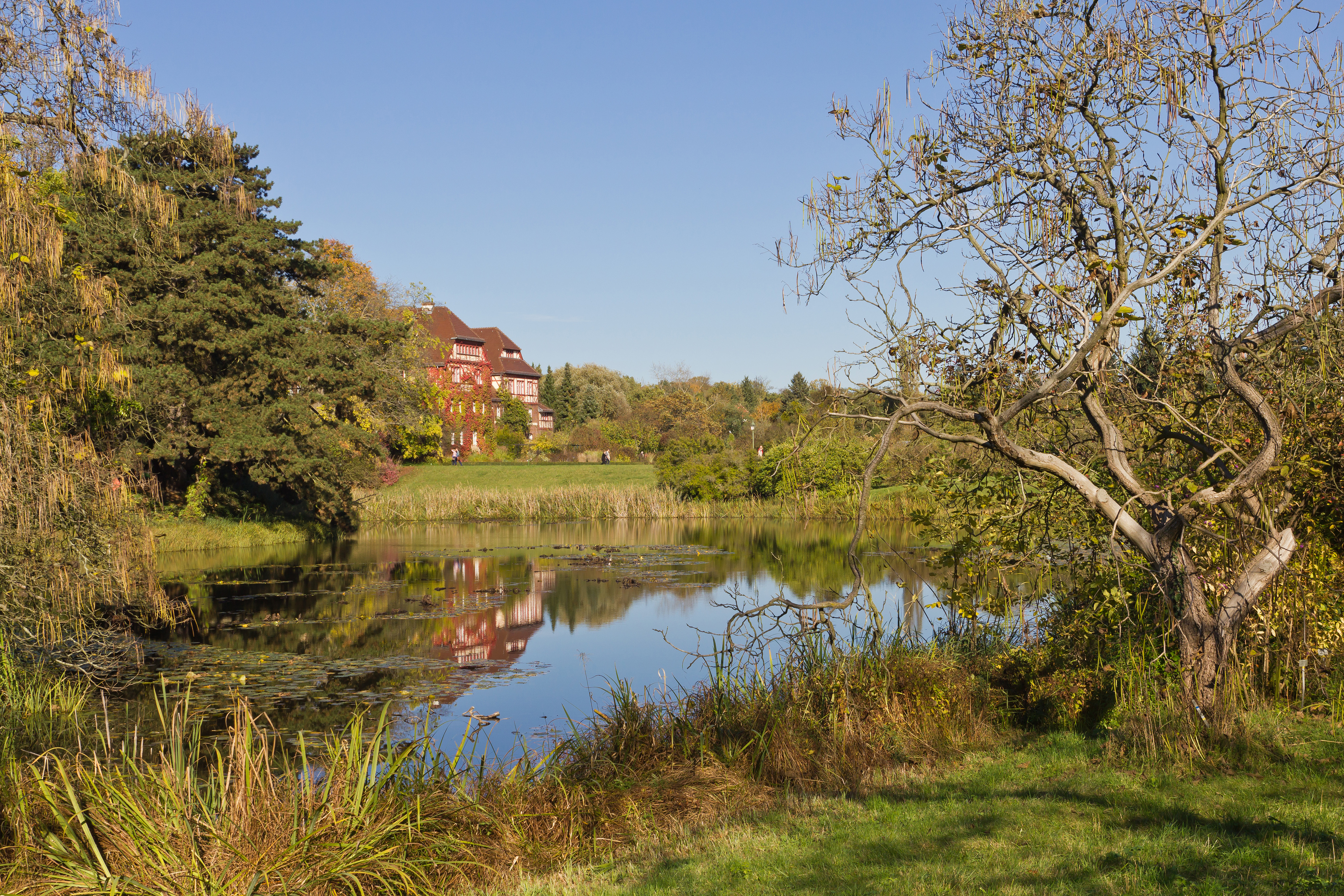
Botanischer Garten und Eichenteich, Herbst 2014

Der Botanische Garten Berlin im Berliner Ortsteil Lichterfelde ist mit einer Fläche von über 43 Hektar einer der größten Botanischen Gärten Deutschlands. Mit seinen etwa 22.000 verschiedenen Pflanzenarten ist er weltweit der zweitgrößte Garten seiner Art. Er gehört zur Freien Universität Berlin und hat den Status einer fakultätsunabhängigen Zentraleinrichtung. Der Garten und das angeschlossene Botanische Museum Berlin haben jährlich eine halbe Million Besucher.
Allgemein wurde er – auch in der eigenen Terminologie – als Botanischer Garten Dahlem bezeichnet; der Name leitet sich von der Königlichen Domäne Dahlem ab, auf deren Gelände er 1899 angelegt wurde. Tatsächlich gehört das Areal seit dem Ende des 20. Jahrhunderts vollständig zur Ortslage Lichterfelde West im Ortsteil Lichterfelde.

## Geschichte

### Ursprünge

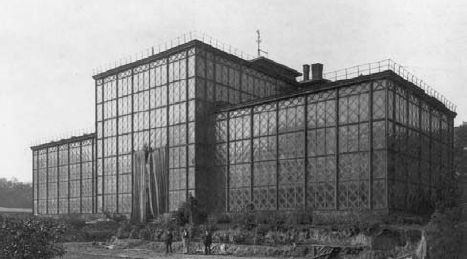
Palmenhaus des Botanischen Gartens in Schöneberg, erbaut 1857/1858 nach Entwurf von Carl David Bouché

Die erste nennenswerte Pflanzensammlung zur Bereicherung des einheimischen Bestandes erfolgte durch den Hofgärtner Desiderius Corbianus im Obst- und Küchengarten des Berliner Stadtschlosses im Jahr 1573 unter Kurfürst Johann Georg. Aus diesem Garten entwickelte sich später der  Berliner Lustgarten.
Im Jahr 1679 wurde an der Potsdamer Straße in Schöneberg – an der Stelle des heutigen Heinrich-von-Kleist-Parks – ein Hopfengarten angelegt, der nach Aufgabe der kurfürstlichen Brauereien als Küchen- und Obstgarten diente. Carl Ludwig Willdenow erreichte, dass der Garten 1809 der Friedrich-Wilhelms-Universität zu Berlin unterstellt wurde, die ihn zu einem weltweit anerkannten Botanischen Garten mit wissenschaftlichem Charakter entwickelte. Das Gelände bis zur heutigen Grunewaldstraße im Süden wurde im Rahmen der Berliner Stadterweiterung 1861 als Schöneberger Vorstadt ein Stadtteil Berlins. Im Rahmen der Verwaltungsreform im Jahr 1938 wurden die Bezirksgrenzen in diesem Bereich geändert, das alte Gelände gehörte nun zum 1920 gebildeten Bezirk Berlin-Schöneberg.

### Verlegung

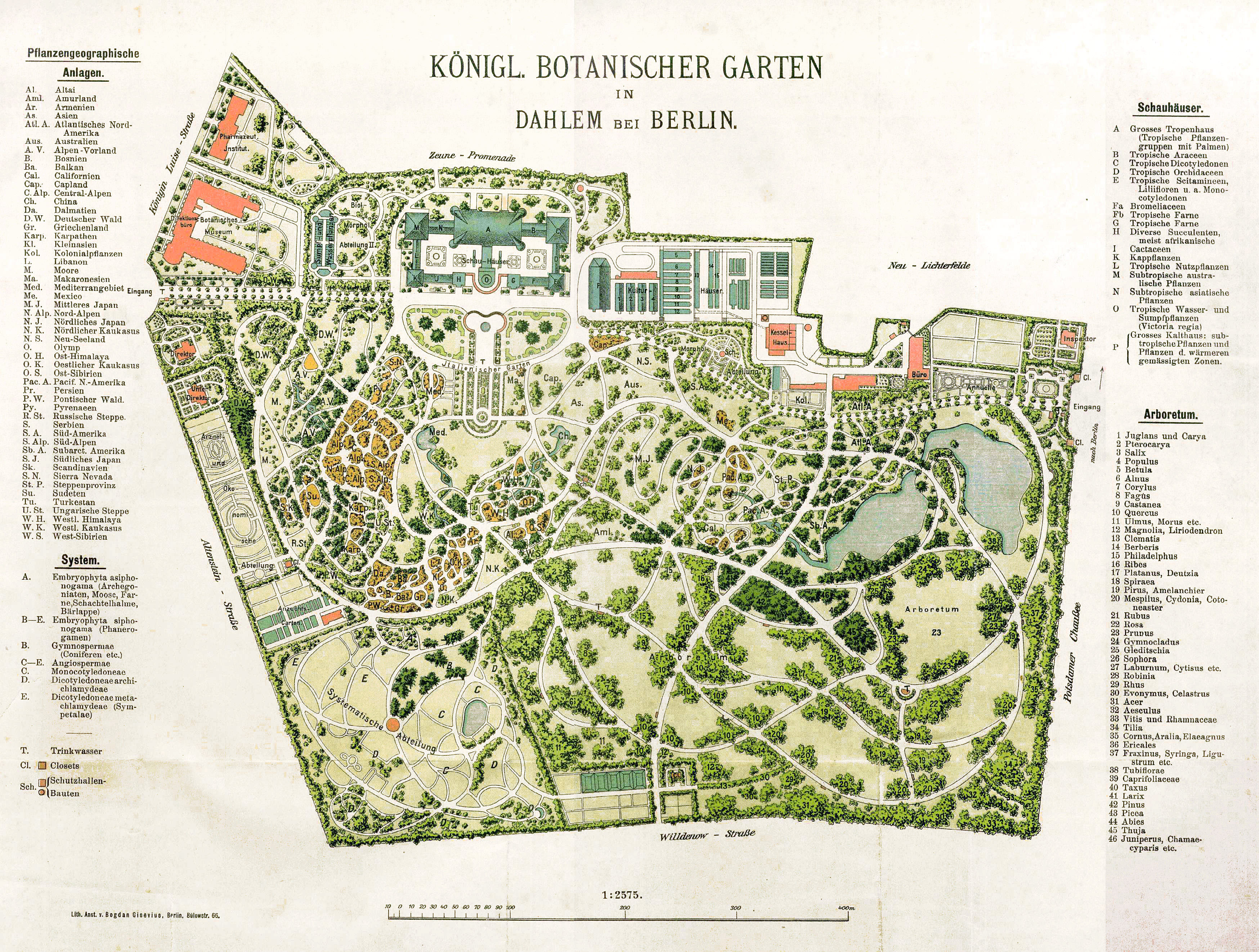
Plan des neuen Botanischen Gartens Anfang des 20. Jahrhunderts

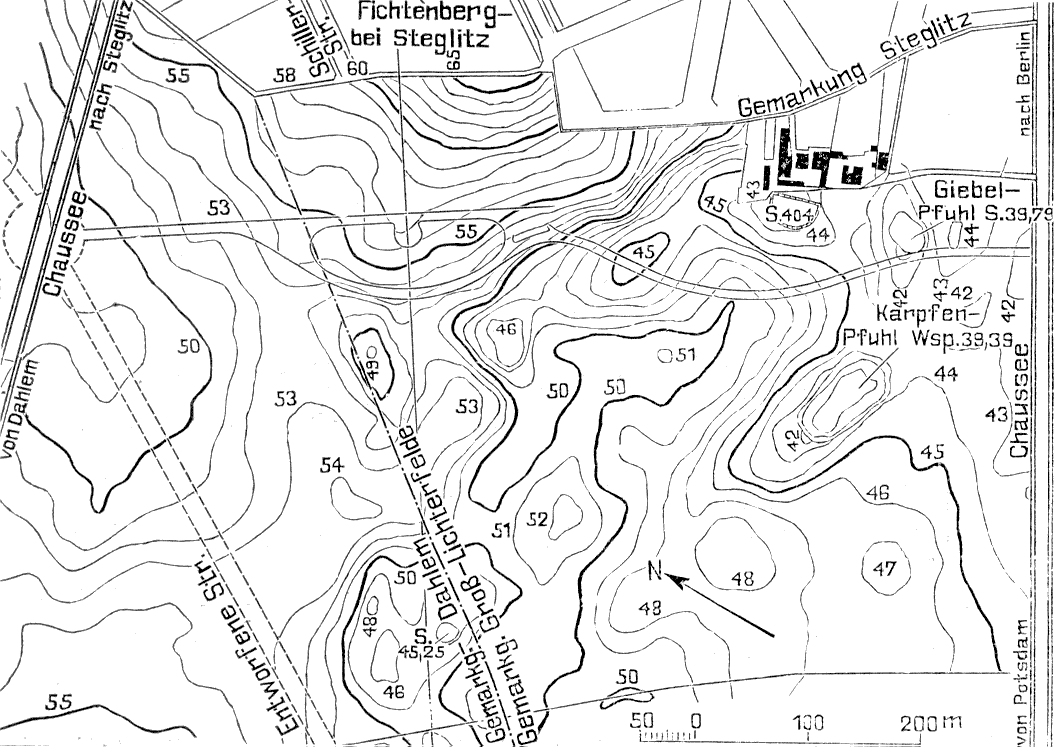
Höhenplan des Geländes vor der Anlage des Botanischen Gartens

Erste Anregungen zur Verlegung des Botanischen Gartens tauchten 1888 auf, gegeben durch das Bedürfnis, die Pflanzungen auszudehnen und ein Arboretum anzulegen. Zudem hätten ohnehin an mehreren alten Gewächshäusern umfangreiche Sanierungsarbeiten angestanden. Hinzu kamen die ungünstigen Einflüsse des Umfeldes, das zwischenzeitlich durch die Städte Berlin und Schöneberg dicht bebaut war; Luftverschmutzung und Grundwasserabsenkungen schadeten den Pflanzen. Von Bedeutung waren auch die finanziellen Gesichtspunkte eines Umzugs an den Stadtrand. Aus dem Verkauf des Geländes sollten neben dem neuen Botanischen Garten weitere Universitätsbauten finanziert werden: ein Erweiterungsbau der Charité, das Institut für Infektionskrankheiten, das Hygienische Institut und das Pharmazeutisch-chemische Institut.
Der Garten unterstand damals dem Ministerium der geistlichen, Unterrichts- und Medizinalangelegenheiten. Friedrich Althoff vom Ministerium gab dem Interimsdirektor des Botanischen Gartens, Ignaz Urban den Auftrag, im Hinblick auf eine Verlegung des Gartens in Frage kommende Gelände auf der Feldmark um Berlin zu untersuchen und zu bewerten. Mit der 41 Hektar großen Feldmark der Königlichen Domäne Dahlem, bis dahin Kartoffelacker, ermittelte Urban ein in jeder Hinsicht geeignetes Gelände.
Bereits bei der Gründung Ende des 19. Jahrhunderts lag nur etwa ein Viertel der Gartenfläche in der „Gemarkung Dahlem“. Der weit größere Teil gehörte zur „Gemarkung Groß-Lichterfelde“ (siehe Höhenplan) und zur Komplettierung der Verwirrung war er postalisch der Landgemeinde Steglitz zugeordnet.
Althoff war es dann auch, der mit Adolf Engler den damals führenden Pflanzenkundler nach Berlin holte. 1895 erstellten Adolf Engler und Alfred Koerner einen Plan für die Ausführung der Neuanlage. Engler wurde 1889 zum neuen Direktor des Botanischen Gartens ernannt. Für den ähnlich gut qualifizierten Urban wurde die Stelle eines Unterdirektors geschaffen. Am 26. Juni 1897 stimmte der Preußische Landtag dem Projekt zu. Noch im gleichen Jahr begann die Vorbereitung des Geländes. Nach der Plangenehmigung durch den Kaiser am 30. August 1899 wurde mit der Errichtung der Einfriedung und der Bauten begonnen. Engler war nun für die botanische und Koerner für die architektonische Gestaltung des neuen Botanischen Gartens zuständig. Im selben Jahr wurde die Botanische Zentralstelle für die deutschen Kolonien als eigene Abteilung des Botanischen Gartens gegründet.
Das Gelände bekam zwei gleichberechtigte Eingänge am Königin-Luise-Platz und an der Straße Unter den Eichen (damals: Berliner Straße). Diese sind durch einen acht bis zehn Meter breiten Hauptweg verbunden. Nordöstlich von diesem Weg liegen die meisten Gebäude, inklusive der Pflanzenschauhäuser, südwestlich erstrecken sich die Freianlagen.
Die ersten Besucher betraten den Garten am 13. April 1903, als er für wenige Stunden geöffnet wurde und rund 2500 Gäste anzog. 1904 wurde das Freigelände fertiggestellt und steht seitdem für Besucher offen. Dieses Datum wurde auch für die Feierlichkeiten zum hundertjährigen Jubiläum im Juni 2004 herangezogen. Die „offizielle“ Eröffnung von Garten und Museum fand jedoch erst am 24. und 25. Mai 1910, nach der Fertigstellung aller Gebäude, statt.
Die Zeit des Nationalsozialismus war für den Botanischen Garten und das Botanische Museum ein großer Rückschlag. Zuerst wurde der für die wissenschaftliche Arbeit benötigte internationale Kontakt und Austausch eingeschränkt, dann erreichten die Auswirkungen des Zweiten Weltkriegs auch Berlin und hinterließen ihre Zerstörungen.
Nach dem Krieg wurde der Botanische Garten von den Alliierten der Stadtverwaltung unterstellt, und bereits im Herbst 1945 stand der Garten der Öffentlichkeit wieder zur Verfügung. Nachdem die Freiflächen bis zum Ende der Berlin-Blockade als Anbauflächen für Gemüse genutzt wurden, konnte 1949 mit amerikanischer Finanzhilfe der Wiederaufbau begonnen werden. Als erstes großes Gewächshaus wurde 1950 das Victoriahaus wiedereröffnet. 1968 war der Wiederaufbau des Gartens mit der Eröffnung des Großen Tropenhauses abgeschlossen. Die wissenschaftliche und organisatorische Leitung des Neuaufbaus des Museums übernahm ab 1959 die Botanikerin Eva Potztal, die später Direktorin des Museums wurde. Der Wiederaufbau des Museums zog sich bis 1987 hin. Die Gebäudeschäden konnten so in 40 Jahren beseitigt werden; der Verlust an einmaligem Material bleibt allerdings dauerhaft.
Garten und Museum wurden 1996 in die Freie Universität Berlin eingegliedert. Seitdem haben sie den Status einer fakultätsunabhängigen Zentraleinrichtung.
Nach umfangreichen Mittelkürzungen durch den Berliner Senat drohte die Universität im Frühjahr 2003 mit der Schließung des Gartens. In wenigen Monaten wurden daraufhin 78.000 Unterschriften für den Erhalt des Botanischen Gartens gesammelt, die der Direktor des Gartens am 7. Juli 2003 dem Berliner Parlamentspräsidenten übergab. Im Ergebnis besteht der Botanische Garten weiter, musste jedoch zwischen 2004 und 2009 eine Budgetkürzung um eine Million Euro auf 6,8 Millionen Euro hinnehmen, 20 Gärtnerstellen wurden gestrichen.

### Direktoren
- 1889 bis 1921: Adolf Engler
- 1921 bis 1945: Ludwig Diels
- 1945 bis 1950: Robert Knud Friedrich Pilger
- 1950 bis 1951: Johannes Mattfeld (kommissarisch)
- 1951 bis 1958: Erich Werdermann (bis 1955 kommissarisch)
- 1958 bis 1959: Hans Melchior (kommissarisch)
- 1959 bis 1961: Theo Eckardt (kommissarisch)
- 1961 bis 1964: Walter Domke
- 1964 bis 1976: Theo Eckardt
- 1976 bis 1978: Johannes Gerloff (kommissarisch)
- 1978 bis 2008: Werner Greuter (seit 2004 kommissarisch)
- seit 2008: Thomas Borsch

## Perspektive
Der Berliner Senat hat im Sommer 2021 einen Umbau des Botanischen Gartens beschlossen: bis zum Jahr 2023 sollen mit Fördermitteln in Höhe von rund 17 Millionen Euro die Anlagen für eine bessere touristische Erschließung hergerichtet werden, insbesondere ist die Verbesserung der Infrastruktur und die Aufwertung der Gartenanlage vorgesehen. Ausstellungen und Führungen sollen den Dialog über Artenschutz und biologische Diversität stärken. Der Direktor formuliert die Ziele wie folgt: „Wir sehen die Klima- und Biodiversitätskrise als gesellschaftliche Aufgabe. Es geht uns um das gemeinsame Anpacken.“ Insbesondere soll das Verständnis für Nahrungspflanzen und das Verhältnis von Umwelt, Klima und Pflanzen deutlicher gemacht werden.
Das Museum wird unter dem Motto „Mehr Garten, mehr Museum, mehr Wissen“ mit rund neun Millionen Euro ebenfalls umgestaltet. Dabei sollen die Sammlungen getrockneter Pflanzen, die Forschungsdaten und die Saatgutbank bis zum Jahr 2030 komplett digitalisiert werden und weltweit zugänglich sein. Zudem wird das Ausstellungskonzept überarbeitet und das Museum soll barrierefrei werden.
Die Vermarktung der Einrichtung erfolgt nun unter dem Namen Bo Berlin.
Eigentlich sollte ab 2023 die dringend notwendige Sanierung des Mittelmeerhauses, des ältesten historischen Gewächshauses, beginnen, um den weiteren Verfall und ggf. eine Schließung abzuwenden. Nachdem die Finanzmittel vom Land Berlin zunächst nicht freigegeben wurden, wurden sie Anfang 2025 endgültig gestrichen.

## Park und Pflanzen

### Einteilung des Gartens

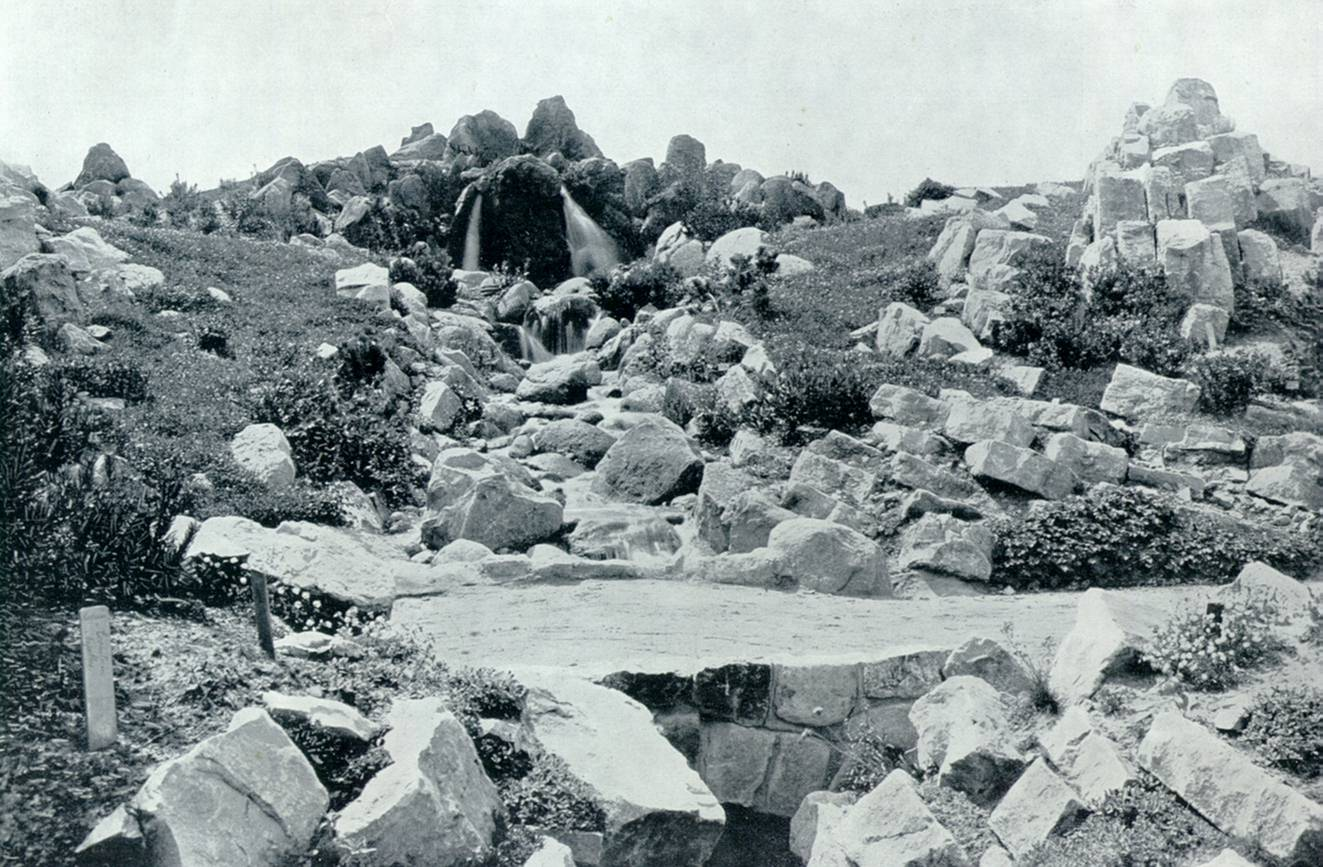
Den Nordalpen nachempfundenes Gelände mit einem Wasserfall, Zustand um 1905

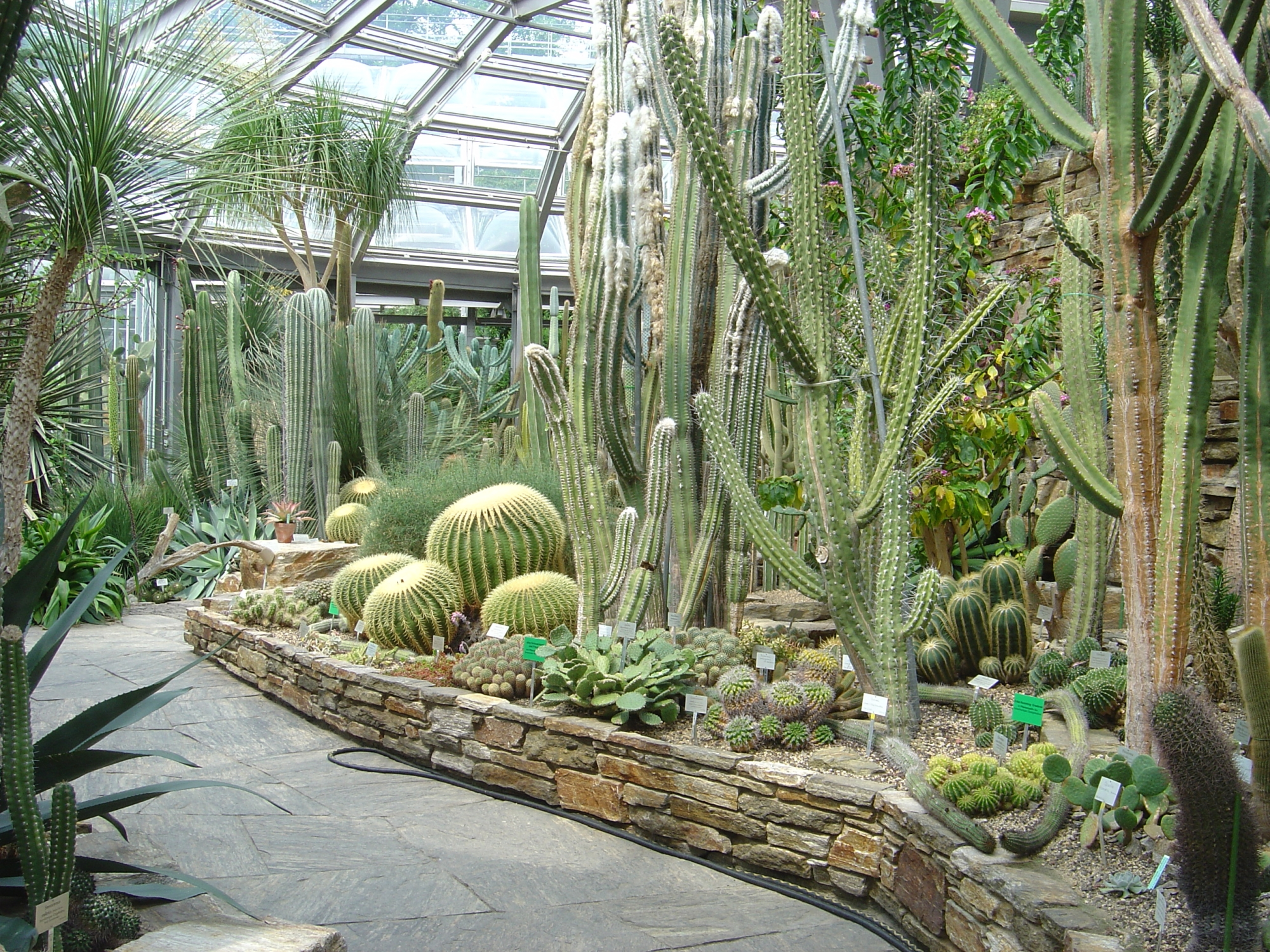
Kakteen in Haus I

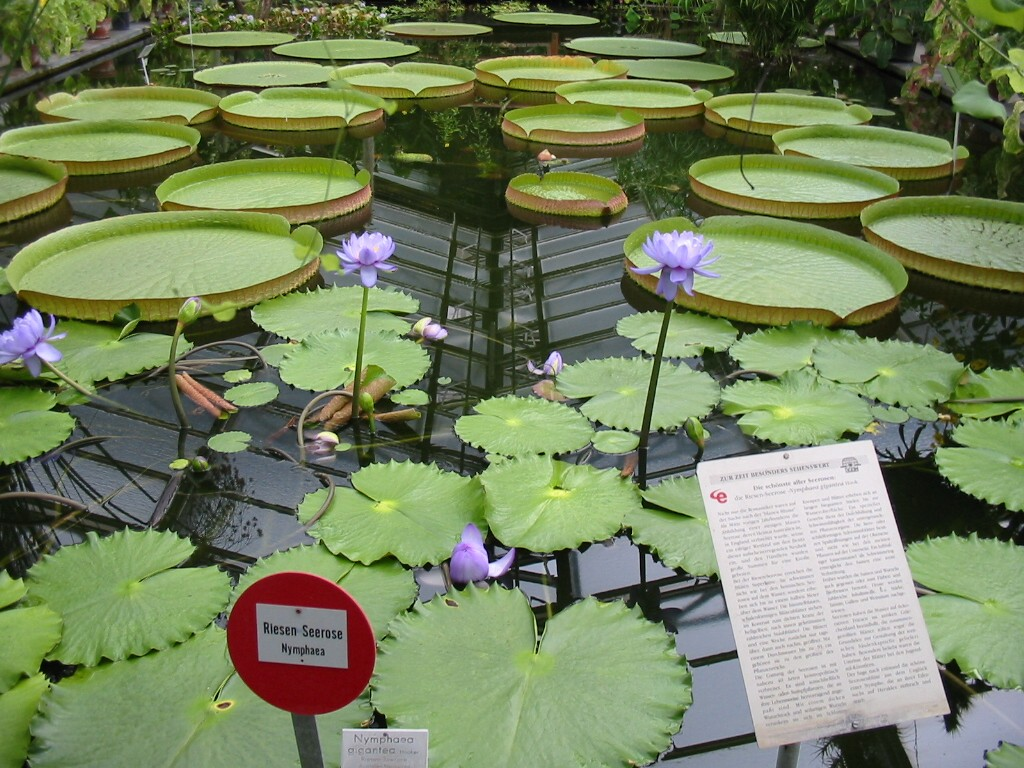
Riesen-Seerosen im Victoriahaus (Haus O)

Das Freigelände des Botanischen Gartens wurde von Engler als Landschaftsgarten gestaltet. Die größten Bereiche nehmen die 12,9 Hektar großen geografischen Anlagen und das 13,9 Hektar umfassende Arboretum ein. Die geografischen Anlagen befinden sich direkt westlich des Hauptweges und umschließen den „Italienischen Garten“, der sich gegenüber den Schaugewächshäusern befindet. Ziel war es die Pflanzen der verschiedenen Erdteile und Habitate möglichst in ihrer natürlichen Umgebung zu zeigen. Hierzu wurden Struktur und Art des Untergrundes angepasst und 136.000 m³ Erde bewegt. Auch der bereits vor dem Ausbau zum Botanischen Garten auf dem Gelände vorhandene Karpfenpfuhl, ein Moränentümpel, wurde um ein zweites Becken ergänzt zum Eichenteich erweitert, um auch Uferpflanzen zeigen zu können. Ein kurzer Graben, von einer Steinbrücke überspannt, verbindet beide Teile des Eichenteichs.

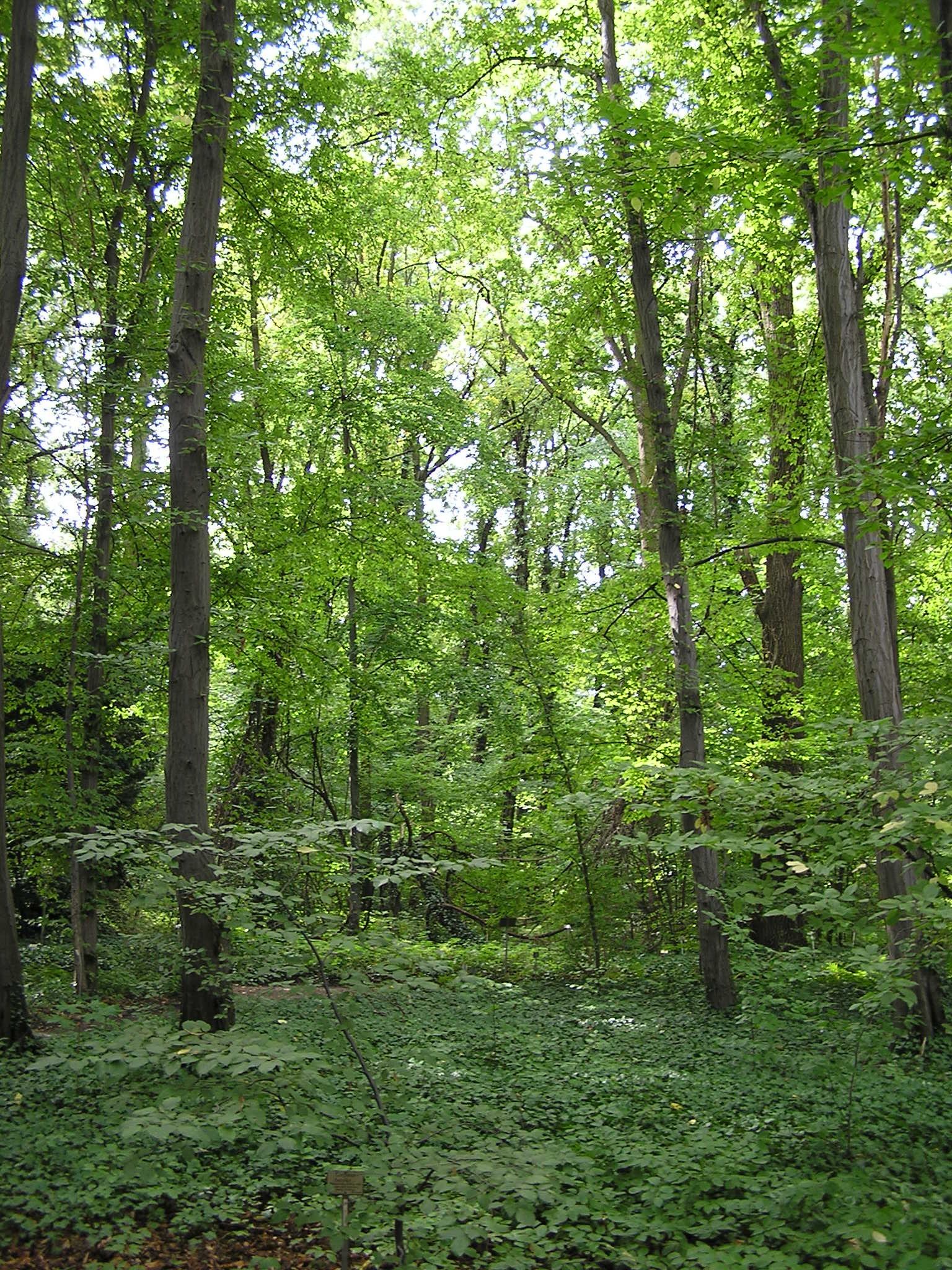
Laubmischwald im Arboretum

Den südlichen und westlichen Teil des Gartens nimmt das Arboretum, eine reichhaltige und systematische Sammlung einheimischer Pflanzen, ein. Das Arboretum grenzt ebenfalls an beiden Teile des Eichenteichs, sodass sich auch einheimische Uferpflanzen in der Sammlung befinden.

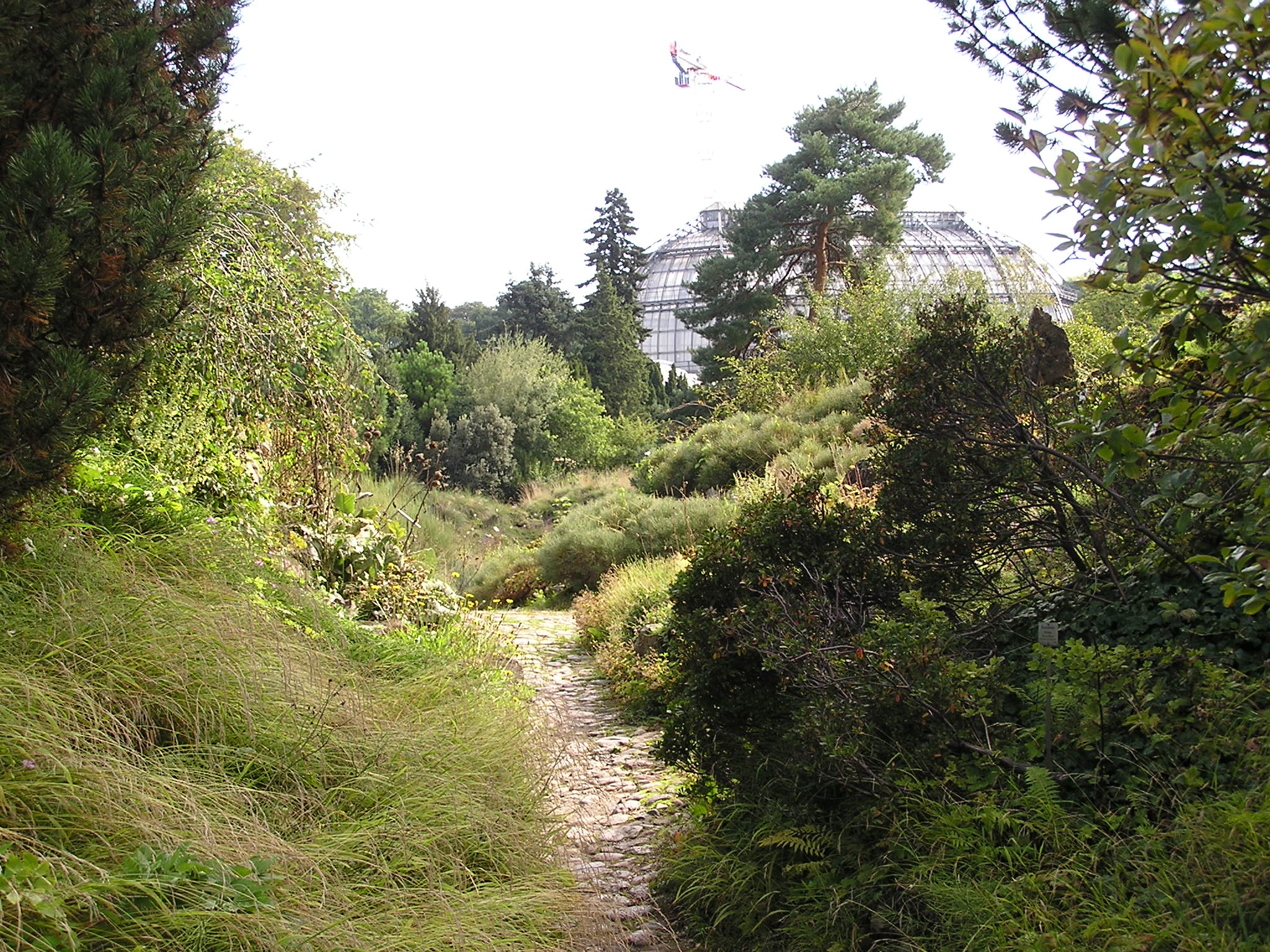
Alpenvegetation in der geografischen Abteilung

In der nordwestlichen Ecke des Gartens wurde eine „Systematische Abteilung“ angelegt, in der die Pflanzen nach ihren Verwandtschaftsverhältnissen geordnet waren. Dieser Teil des Gartens wurde im April und Mai 1945 durch Luftangriffe, Artilleriebeschuss und Bodenkämpfe zerstört und in abgeänderter Form wieder aufgebaut. Er beherbergt nun eine Anlage für das System der Krautigen Pflanzen und die Anlage für Heilpflanzen. Diese Anlage ist in Form eines menschlichen Körpers angelegt worden, wobei die Pflanzen an der Stelle ihres Wirkungsbereichs angepflanzt wurden, sie ist die Nachfolgerin des Apothekergartens. Dieser befand sich etwas weiter östlich, zusammen mit der „Ökonomische Abteilung“, in der Nutzpflanzen gezeigt wurden. Der Apothekergarten war besonders bedeutsam, da er alle Medizinalpflanzen, die im Freien gedeihen, zeigte.

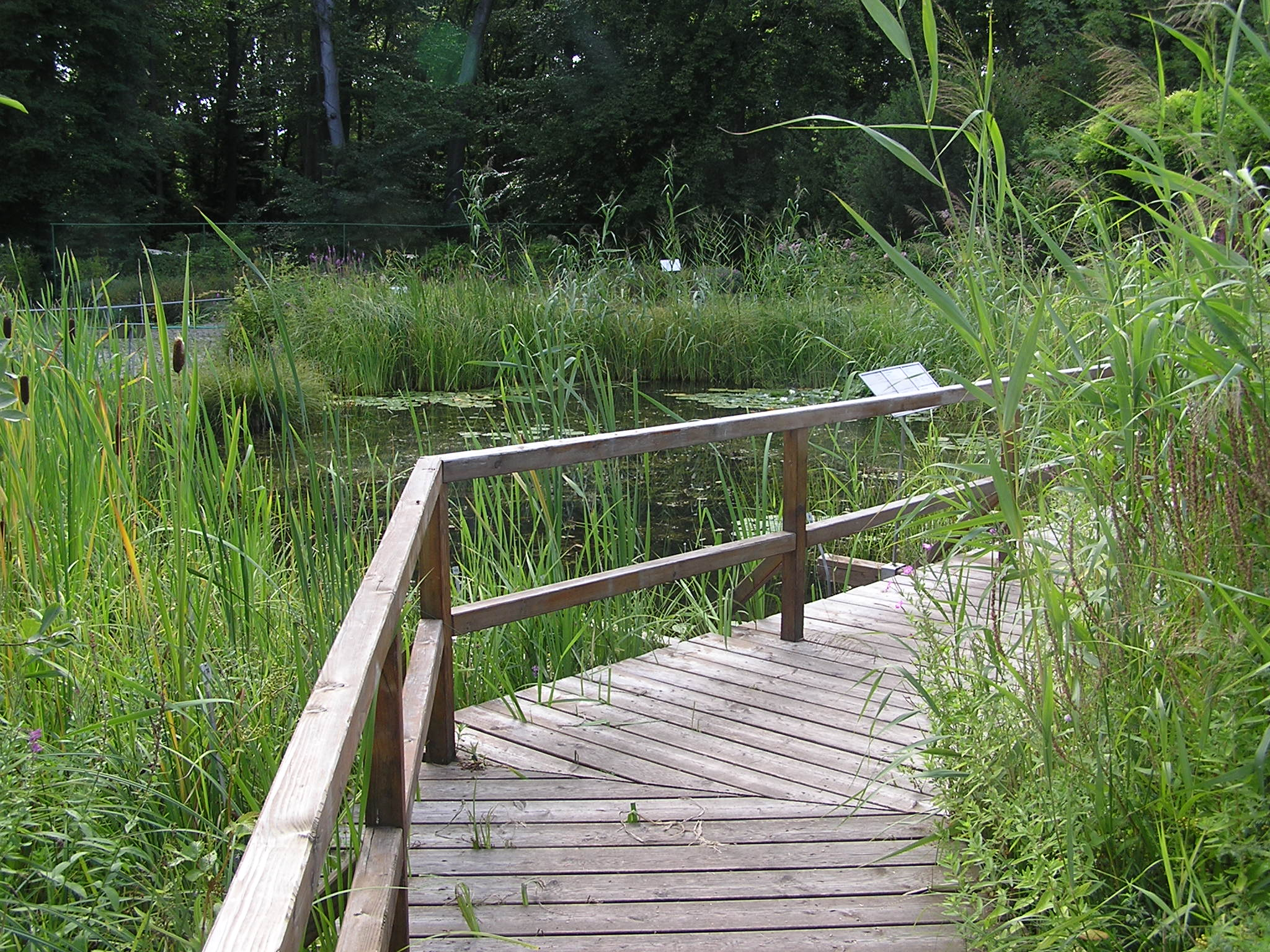
Naturnah angelegter Garten für Sumpf- und Wasserpflanzen

Zwei „Morphologische Abteilungen“ lagen östlich des Hauptweges in den wenigen freien Bereichen zwischen den Gebäuden. Besonders erwähnenswert ist hierbei die Wasser- und Sumpfbeetanlage in der Abteilung II. 262 Becken mit Wasserberieselung und Ableitung des überlaufenden Wassers wurden hierfür aus Zementbeton hergestellt. Für die Sumpfflora der Tropen wurde ein großes Wasserbecken beheizt. Die gesamte Anlage ist noch vorhanden, wurde jedoch nach der Eröffnung des direkt angrenzenden neuen Sumpf- und Wasserpflanzengartens aufgelassen. In der alten Anlage entwickelt sich nun zum Schutz heimischer Wildpflanzen und -tiere ein Biotop.
An Stelle der „Morphologischen Abteilung I“ befindet sich seit 1984 der „Duft- und Tastgarten“, in dem alle Pflanzenschilder auch in Brailleschrift ausgeführt sind. Reliefpläne an den Zugängen zu diesem Bereich erleichtern Blinden die Orientierung. Zudem können an den Kassen Hefte in Brailleschrift ausgeliehen werden. Ebenfalls östlich des Hauptweges befand sich der Kolonialgarten, der für das Studium der in den deutschen Kolonien zu kultivierenden Nutzpflanzen angelegt worden war. In einer weiteren Abteilung östlich des Hauptweges, nahe dem südlichen Eingang, werden seit Eröffnung des Gartens einjährige Staudengewächse und Gartenblumen gezeigt.
Relativ neu und doch bezugnehmend auf die ältesten Wurzeln des Botanischen Gartens ist der „Kurfürstengarten“ im nördlichen Innenhof des Gewächshauskomplexes. Hier ist ein Hof- und Küchengarten entstanden, wie er im 17. Jahrhundert auch am Berliner Stadtschloss zu finden war. In dem 1663 von Johann Sigismund Elsholtz veröffentlichten Buch Flora Marchica ist die Bepflanzung der damaligen Anlagen überliefert.

### Einteilung in den Schauhäusern

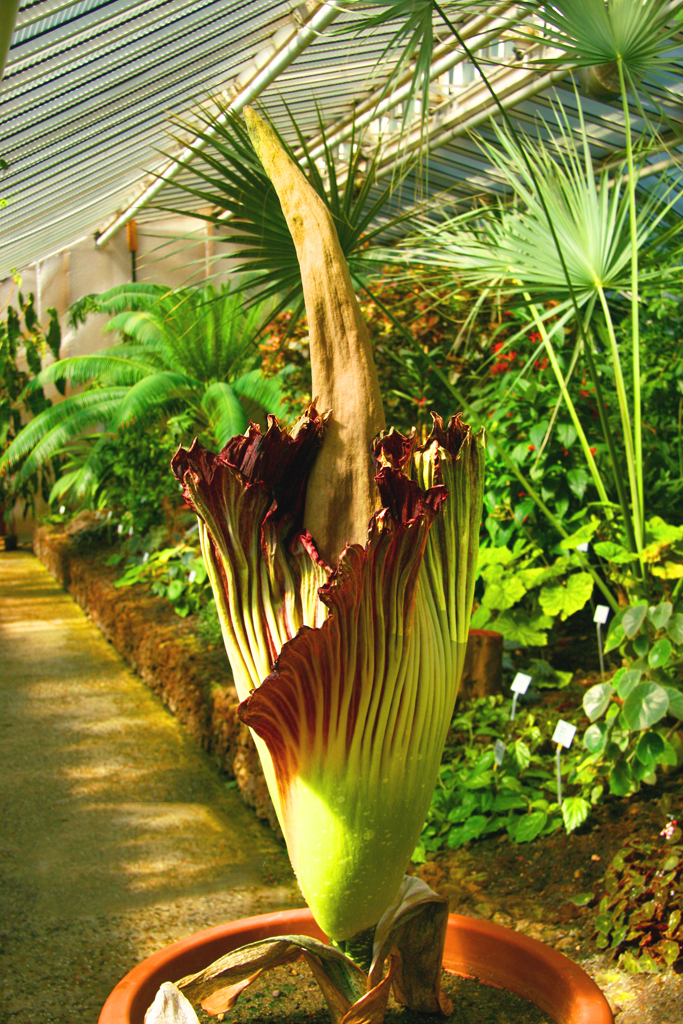
Titanenwurz, voll erblüht

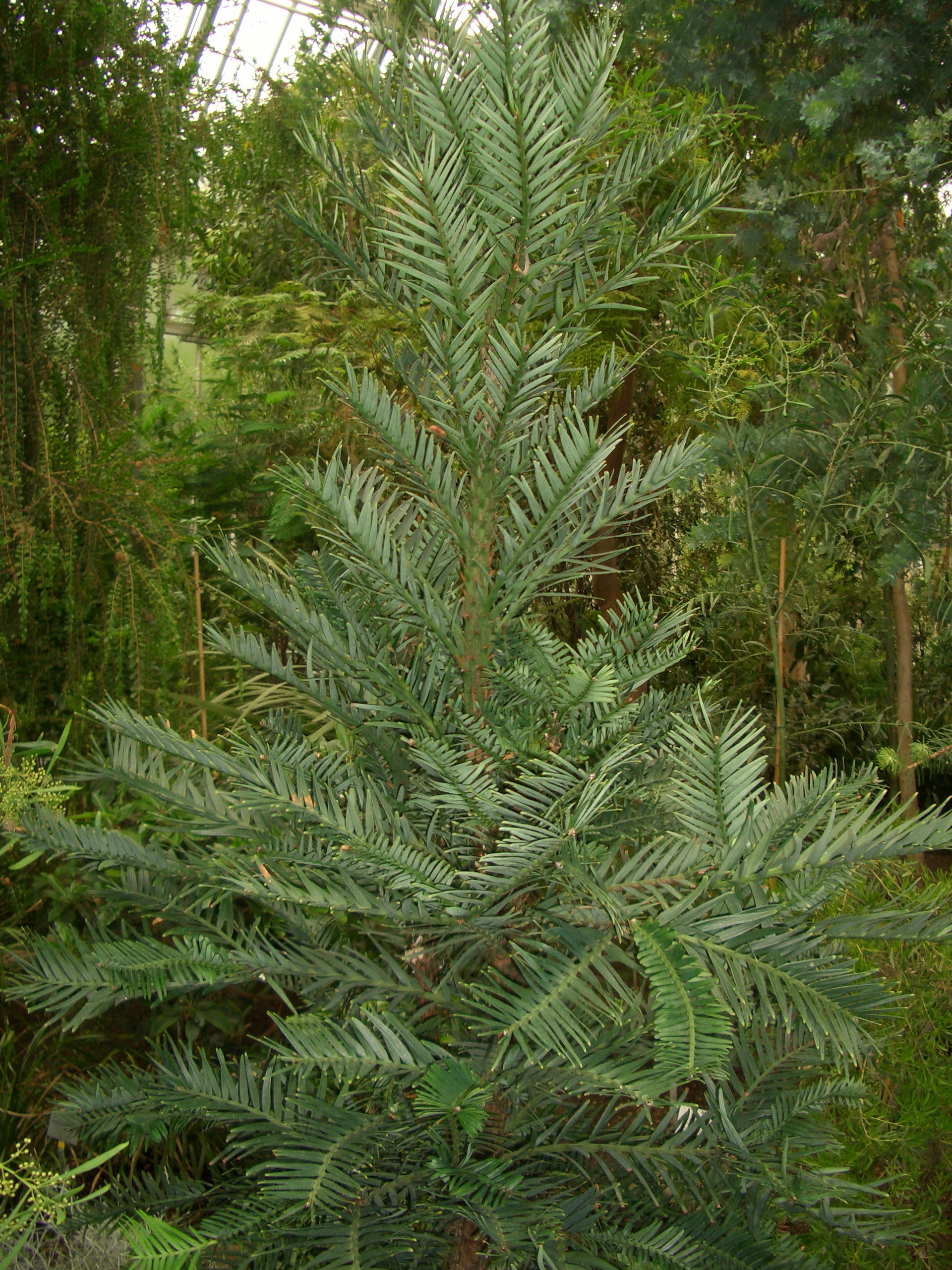
„Lebendes Fossil“ Wollemia (2006)

Folgende Schaugewächshäuser stehen den Besuchern zur Verfügung:
- A: Großes Tropenhaus (nach mehrjähriger Sanierung seit September 2009 wieder geöffnet)
- B: Begonien
- C: Tropische Nutzpflanzen
- D: Orchideen und Kannenpflanzen
- E: Pflanzen der feuchten Tropen
- F: Tropische und subtropische Farne
- G: Bromeliengewächse
- H: Sukkulente Pflanzen Afrikas
- I: Kakteen und andere sukkulente Pflanzen Amerikas
- K: Südafrika
- L: Tierfangende Pflanzen und Pflanzen der Südhemisphäre
- M: Australien und Neuseeland
- N: Kamelien und Azaleen
- O: Victoriahaus und Sumpfpflanzenhaus (nach Restaurierung wieder geöffnet)[9]
- P: Mittelmeer- und Kanarenhaus

### Besondere Pflanzen
In der Artenvielfalt steht der Botanische Garten in Berlin mit 22.000 Arten weltweit an dritter Stelle. Die älteste Pflanze im Botanischen Garten ist ein 160 Jahre alter Palmfarn, der bereits im alten Botanischen Garten in Schöneberg grünte. Beeindruckend ist auch der Riesen-Bambus im Großen Tropenhaus, der eine Wuchshöhe von 25 m, einen Halmdurchmesser von 15 cm und einen Größenzuwachs von bis zu 30 cm täglich erreichen kann. Eine botanische Rarität ist eine über 20 Jahre alte Welwitschie. Sie ist das weltweit einzige Exemplar, das in einem Botanischen Garten Samen produziert.

### Unterstützung
Zur finanziellen Unterstützung der Arbeit des Botanischen Gartens besteht die Möglichkeit, eine Patenschaft für eine Pflanze zu übernehmen, die, je nach Größe und Seltenheit der Pflanze, 250 bis 1500 Euro jährlich kostet. Prominente Pflanzenpaten sind unter anderem:
- Wigald Boning (Borstenfarn),
- Nina Ruge (Kalebassenbaum),
- Renate Künast (Pfauenradfarn),
- Suzanne von Borsody (Goldkugelkaktus) und
- Dr. Motte (Liebesperlenstrauch und Brennende Liebe)[12]

Weiterhin ist es möglich, für 60 Euro pro Quadratmeter einen Weg nach sich benennen zu lassen, wobei der Betrag gleichzeitig der Renovierung des Weges zugutekommt.

### Kunst

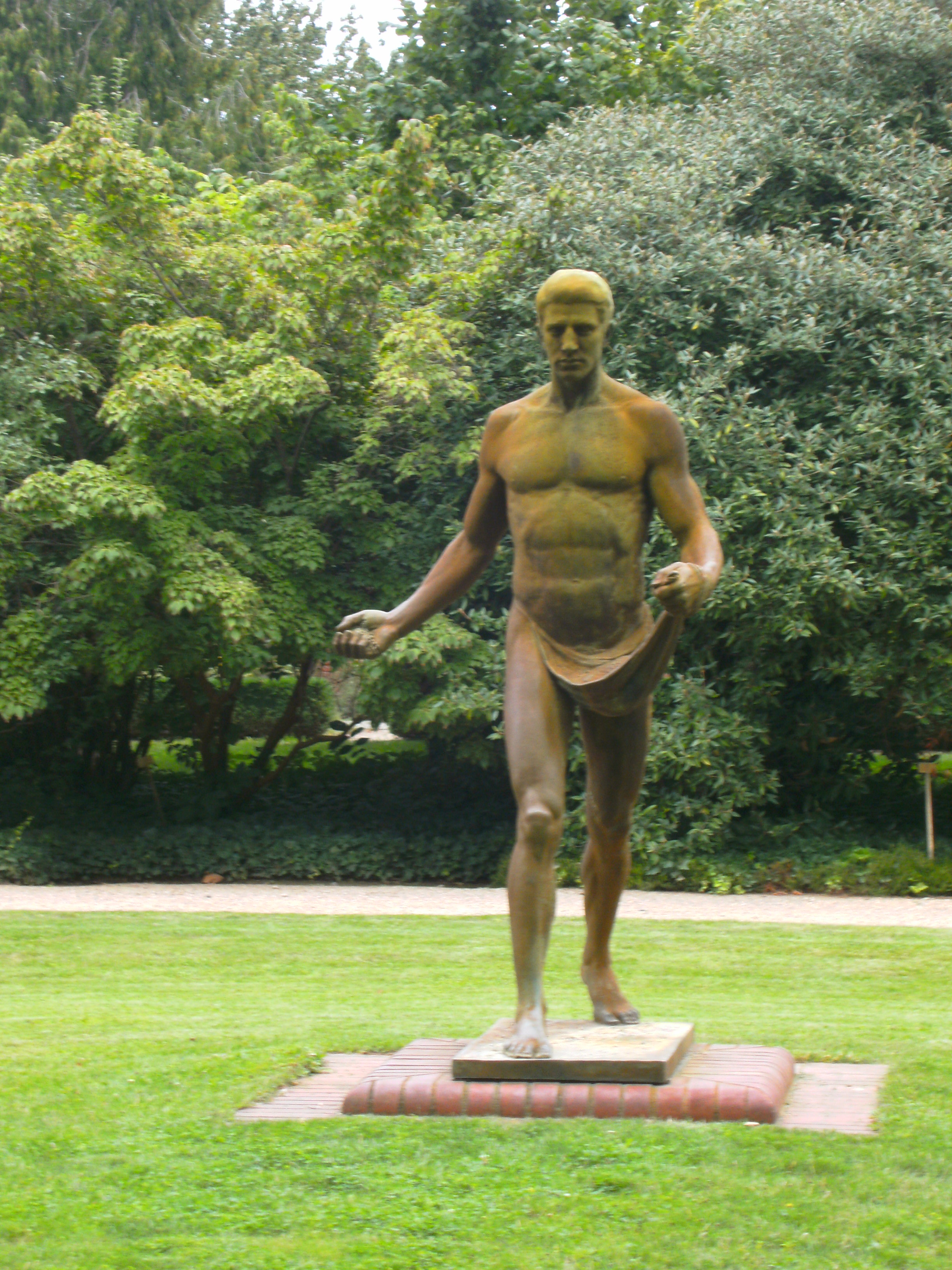
Skulptur Sämann von Hermann Joachim Pagels

Zahlreiche Kunstwerke wurden im Laufe der Jahre, vor allem im Italienischen Schmuckgarten, aufgestellt:
- Irma Langhinrichs: Geteilte Form von 1975, Aufstellung 1988, am Hauptweg in der Nähe des Eingangs Königin-Luise-Platz
- Makoto Fujiwara: Brunnenplastik von 1987 im Wassergarten
- Irma Langhinrichs: Zellkörper von 1964 im Wasserbecken im Italienischen Garten
- Constantin Starck: Flötenspieler und Mädchen mit Oleanderzweig von 1928 im Italienischen Garten, 1991/1992 rekonstruiert
- Arthur Lewin-Funcke: Hingebung von 1916 im Italienischen Garten
- Gedenkstein für Christian Konrad Sprengel von 1916
- Hermann Joachim Pagels: Sämann, 1920er Jahre, in der Nähe des Eingangs Unter den Eichen
- Fritz Klimsch: In Sonne und Wind von 1936, zwischen Systematischer Abteilung und Arzneipflanzenabteilung

## Bauten

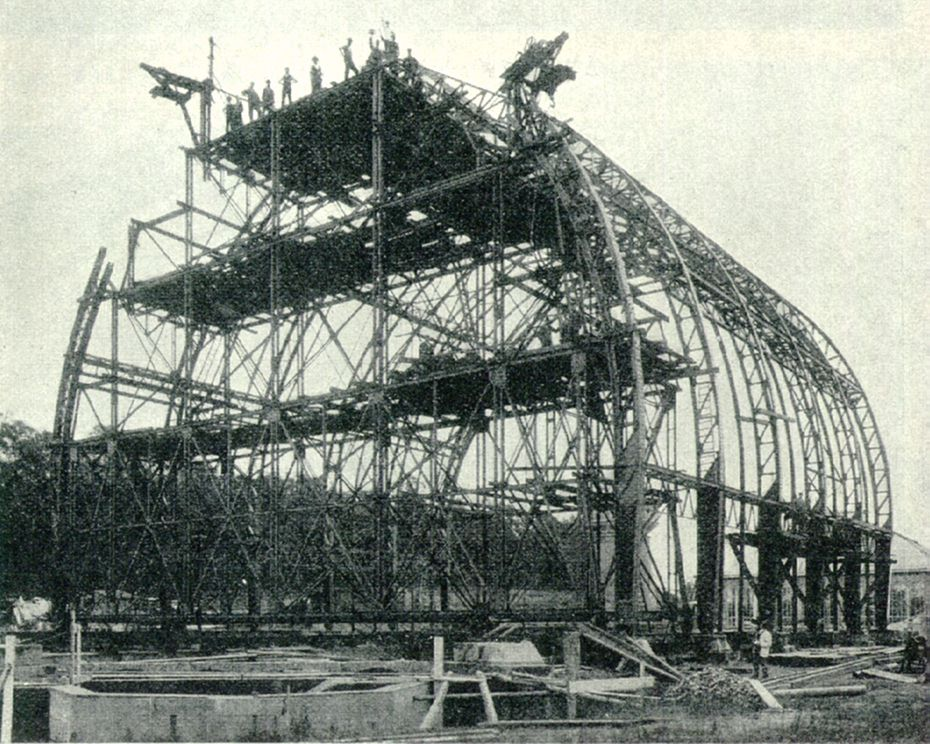
Bau des Großen Tropenhauses, 1906

### Gewächshäuser

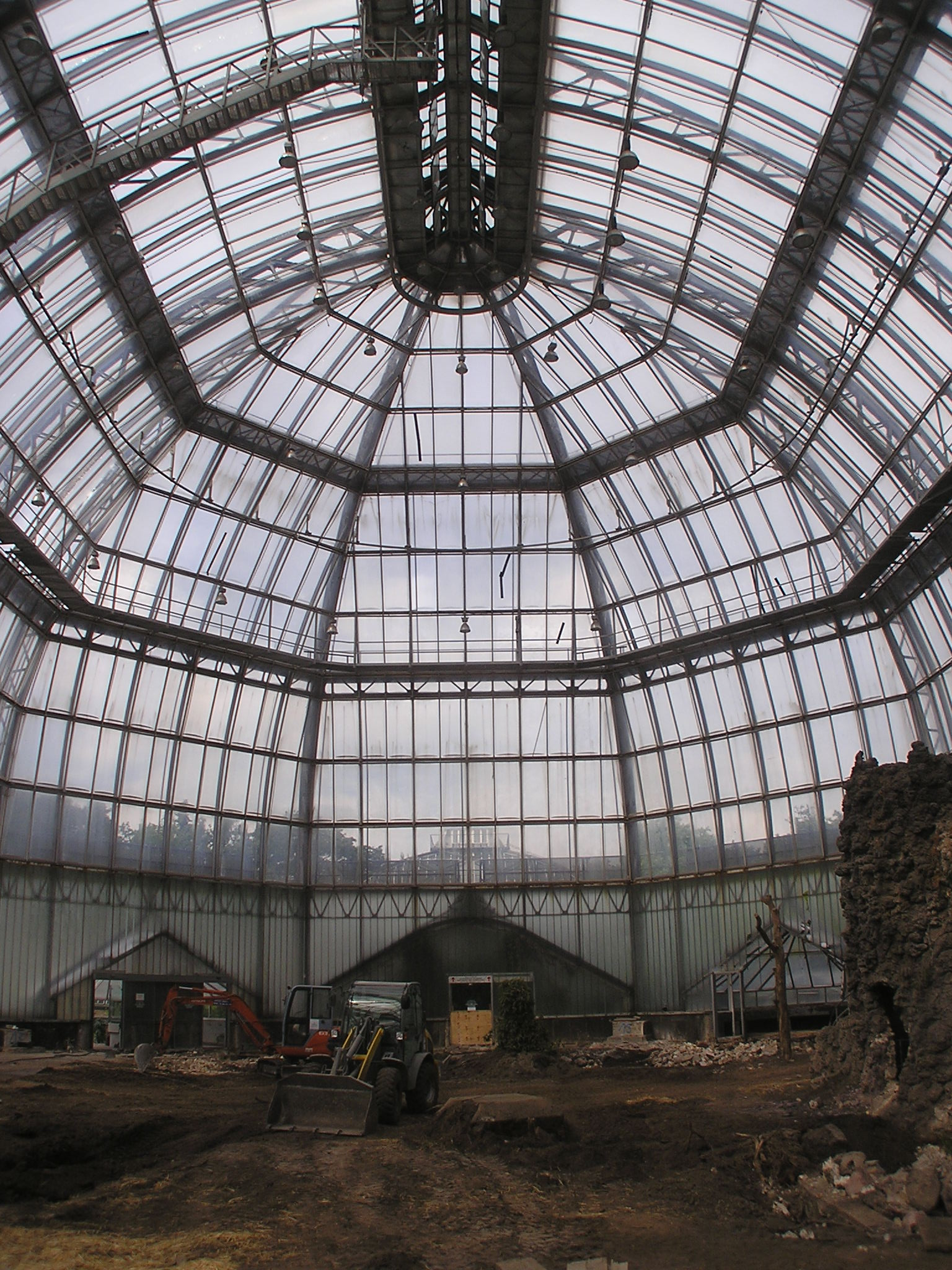
Großes Tropenhaus zu Beginn der Sanierung nach Entfernen der Bepflanzung

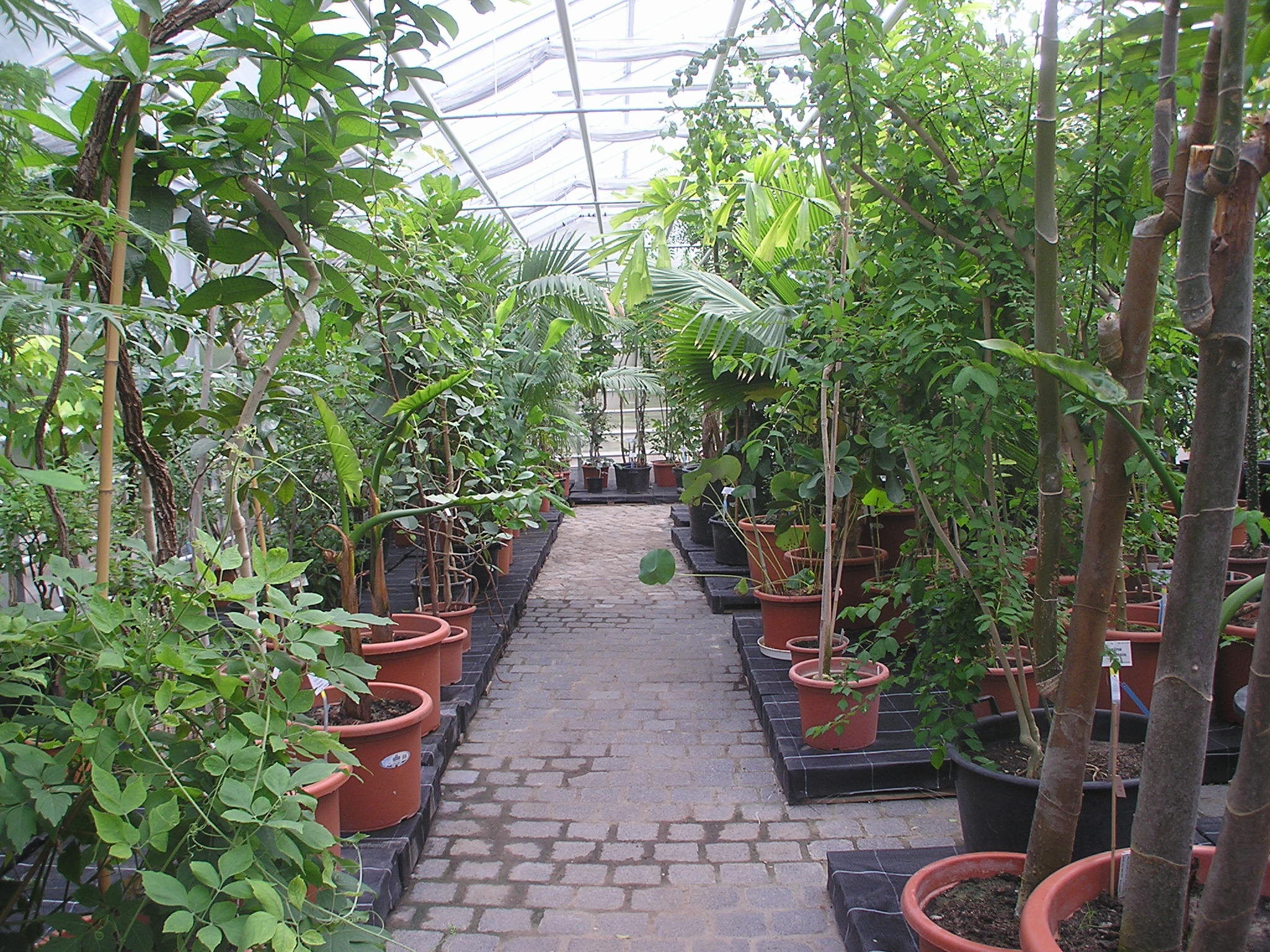
Nicht öffentlich zugängliches Provisorium zur Aufnahme der Tropenpflanzen

Die 16 Schaugewächshäuser, von denen heute noch 15 vorhanden sind, wurden am Südwesthang des Fichtenberges angelegt. Die Struktur des Geländes ermöglichte eine optimale Anordnung. 14 Gewächshäuser bilden einen rechteckigen Komplex, der vom Großen Tropenhaus dominiert wird. Dieses und weitere große Gewächshäuser liegen „in der zweiten Reihe“, die flacheren Gewächshäuser durch die Hanglage drei Meter tiefer, direkt am Hauptweg. Dies hat zur Folge, dass der Sonneneinfall optimal ausgenutzt wird und eine gegenseitige Verschattung ausgeschlossen ist. Allen Gewächshäusern gemeinsam ist die damals neuartige Bauweise, bei der das stählerne Traggerüst komplett innerhalb (Beispiel: Subtropenhaus) oder komplett außerhalb (Beispiel Großes Tropenhaus) des jeweiligen Gewächshauses liegt. Hierdurch konnte ein Wärmeverlust über die Tragwerke und die ungünstige Bildung von Tropfwasser an den Stahlträgern vermieden werden.

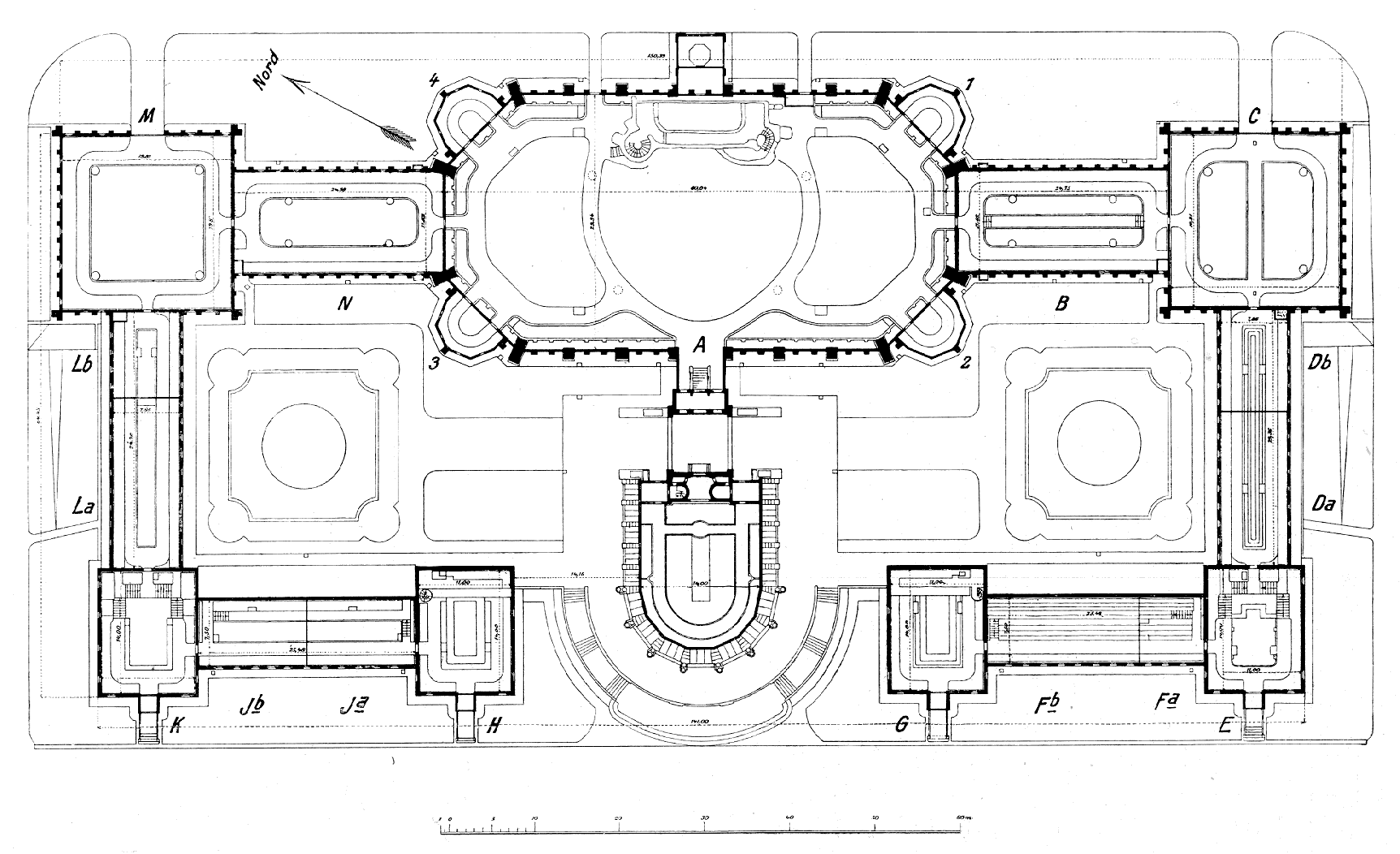
Ursprünglicher Grundriss der Schaugewächshäuser nach dem Entwurf von Koerner

Die Grundfläche aller ursprünglich angelegten beheizten Schaugewächshäuser betrug 8192 m². Hierzu kamen nichtgeheizte Erdhäuser für Frühbeete mit einer Fläche von etwa 1500 m².

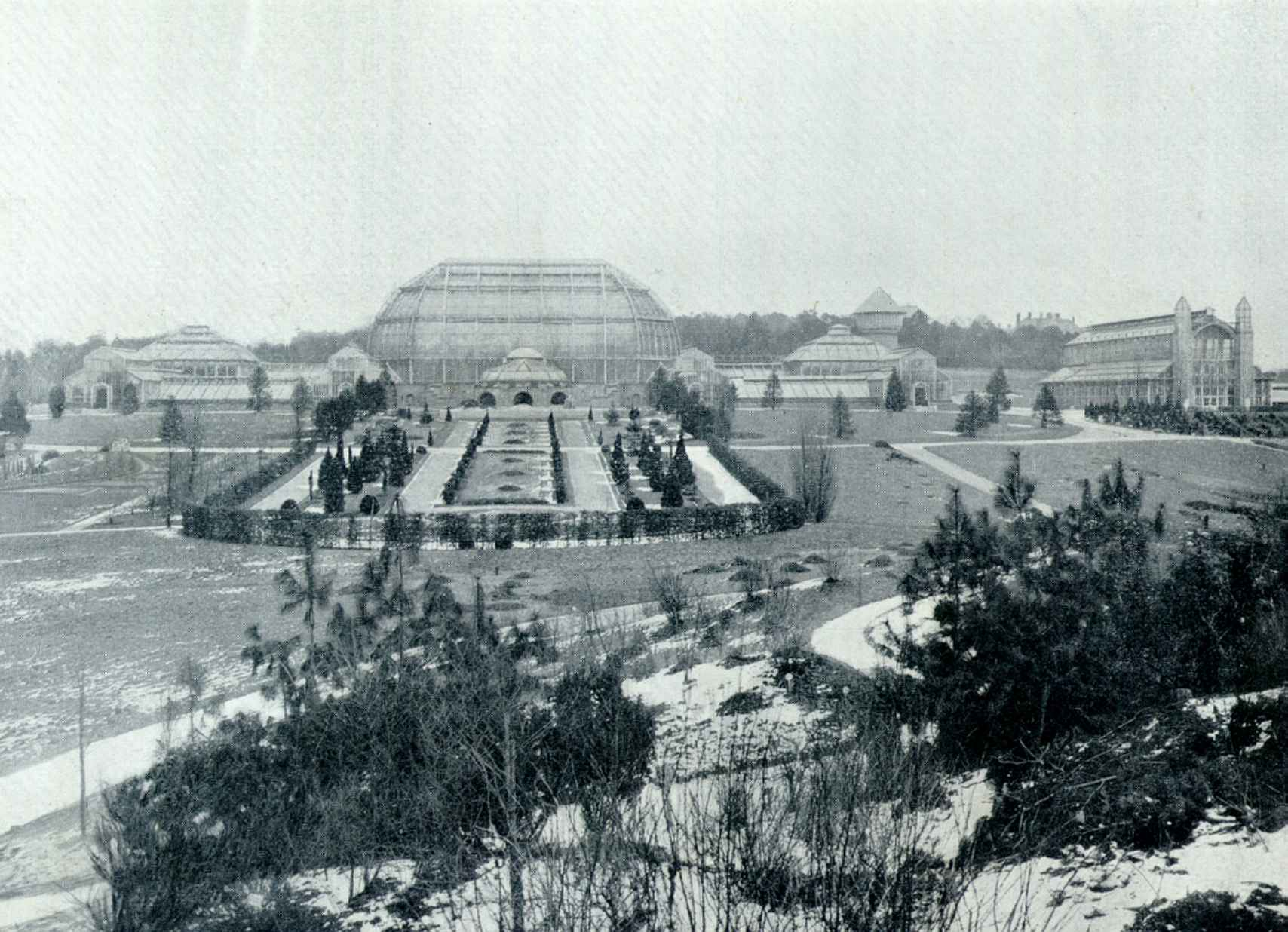
Ansicht der Pflanzenschauhäuser um 1905

Das Große Tropenhaus ist mit seiner Länge von 60,04 m, Breite von 29,34 m und Höhe von etwa 25 m trotz seines einhundertjährigen Bestehens noch heute eine der größten Stahl-Glas-Konstruktionen der Welt und das bedeutendste Werk seines Architekten Alfred Koerner. Konstrukteur und Statiker für dieses Gebäude war Heinrich Müller-Breslau. Die Konstruktion besteht aus stählernen Dreigelenkbögen, die außen angeordnet sind, während die gläserne Fassade innen eingehängt ist. Die Bauarbeiten dauerten von 1905 bis 1907. Die Grundfläche beträgt 1.728 m² und der Raum umfasst 36.200 m³. Allein das Pflanzbeet in der Mitte des Hauses besaß eine Fläche von 1.000 m² und eine Erdtiefe von 3,50 Meter. Unter dem Mittelbeet wurde der Kellerraum mit den Heizkörpern angeordnet. Zusätzlich befanden sich in drei Ringen Heizrohre im Glasdach, die wegen des geringen Durchmessers jedoch nicht auffielen. Für Wartungsarbeiten ist das Große Tropenhaus mit drei ringsum laufenden Galerien versehen worden, die vom Glasturm auf der Rückseite des Gebäudes erreichbar sind.

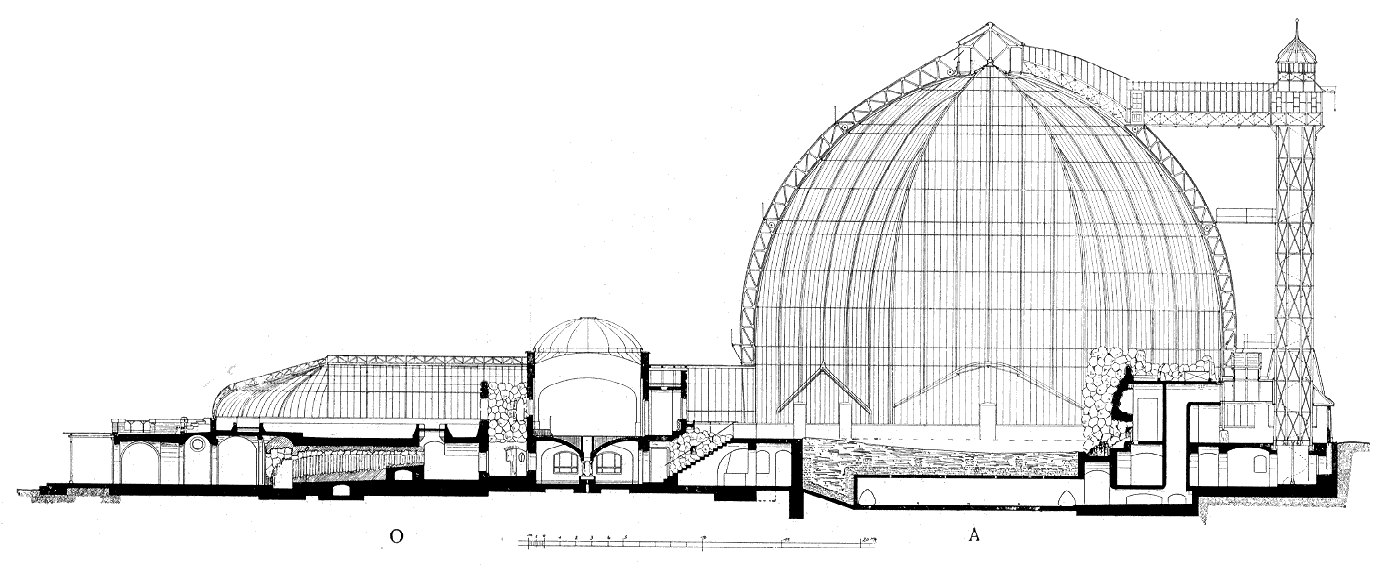
Querschnitt durch das Große Tropenhaus und das Haus für tropische Wasserpflanzen

Die Stahlkonstruktionen der Gewächshäuser wurden im Zweiten Weltkrieg nicht zerstört. Allerdings überstanden im Herbst 1943 die meisten Scheiben die Druckwellen von in der Nähe explodierenden Sprengbomben nicht. Dadurch erfroren die meisten tropischen Pflanzen, einige wenige sollen in Küchen und Wohnzimmern von engagierten Mitarbeitern überlebt haben.

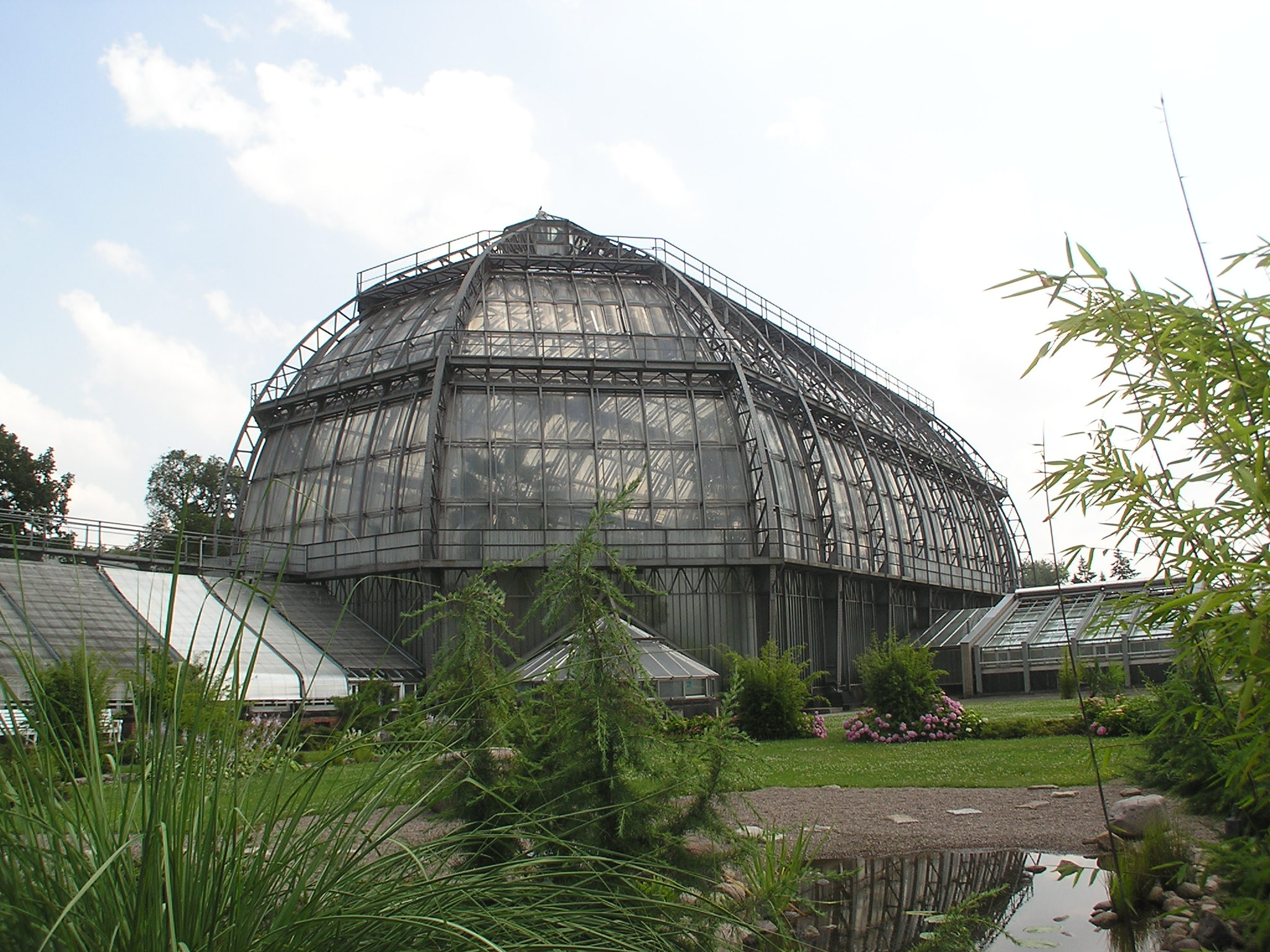
Das Große Tropenhaus vor der Sanierung im Juli 2006

Der Wiederaufbau nach dem Krieg begann 1949 und im folgenden Jahr wurde die Wiedereröffnung des Victoria-Hauses gefeiert. 1958 standen dem Publikumsverkehr wieder neun Gewächshäuser offen, aber erst am 22. Mai 1968 konnte als letztes Schaugewächshaus das mit 3,45 Millionen Mark (kaufkraftbereinigt in heutiger Währung: rund 10 Millionen Euro) wiederhergestellte Große Tropenhaus nach fünfjähriger Bauzeit eröffnet werden. Mit dem Wiederaufbau erfolgte eine Modernisierung der technischen Anlagen des Gebäudes. Statt Silikatglas wurde Acrylglas zur Eindeckung genutzt, da es günstigere Eigenschaften aufweist; es absorbiert weniger UV-Licht, die Wärmeleitfähigkeit ist geringer, das Material ist leichter und es kann besser verformt verarbeitet werden, wodurch größere Scheiben (1 m × 2 m) eingesetzt werden konnten. Ein Nachteil des Materials zeigte sich jedoch am 31. Juli 1969: es ist nicht feuerfest. Ein aus ungeklärter Ursache im oberen Kuppelbereich ausgebrochener Brand richtete an der Kunststoffverglasung erheblichen Sachschaden an. Vor dem Kälteeinbruch konnten die Schadstelle geschlossen werden, die Wiedereröffnung des beschädigten Gebäudes konnte aber erst am 12. Juni 1970 stattfinden. Weiterhin wurde bei der Sanierung in den 1960er Jahren die Heiztechnik überarbeitet. Im Kellergewölbe wurde eine Luftumwälzanlage mit 16 Ventilatoren installiert. Die warme Luft wurde über Schächte in drei verschiedenen Höhen in das Haus eingeblasen und sechs- bis achtmal pro Stunde umgewälzt. Zur Erhöhung der Luftfeuchtigkeit wurde im Firstgewölbe eine Beregnungsanlage mit 66 Düsen installiert, mit der pro Minute 130 Liter Wasser versprüht werden konnten. Außerdem wurden 96 Leuchten mit Hochdruckquecksilberdampf-Lampen von je 400 Watt montiert.
Knapp 40 Jahre nach der Wiedereröffnung war eine Grundsanierung des Großen Tropenhauses erneut dringend erforderlich. Im März 2004 musste das Haus bereits für kurze Zeit geschlossen werden, da die Aufhängungen von Deckenleuchten durchgerostet waren und diese herabzustürzen drohten. Im Januar 2006 konnten nach einem Heizungsschaden im benachbarten Victoria-Haus die Pflanzen nur mit Mühe vor dem Erfrieren gerettet werden. Ein ähnlicher Schaden im Großen Tropenhaus wäre verheerend gewesen. Zahlreiche gesprungene Scheiben waren nur notdürftig geklebt. Am 16. Februar 2006 beschloss das Berliner Abgeordnetenhaus die 16 Millionen Euro teure Sanierung. Finanziert wird die Sanierung außer von der Freien Universität und der Stiftung Deutsche Klassenlotterie mit Fördermitteln aus dem Umweltentlastungsprogramm der Berliner Senatsverwaltung für Stadtentwicklung, aus dem Hochschulbauprogramm des BMBF und dem Europäischen Fonds für Regionale Entwicklung der Europäischen Union. Nach dem Umsetzen der Pflanzen in andere Gewächshäuser und in ein eigens errichtetes provisorisches Gewächshaus begann im August 2006 die Sanierung des Bauwerks. Am 16. September 2009 wurde es feierlich wiedereröffnet, am folgenden Tag für den Publikumsverkehr freigegeben. Das Victoriahaus blieb jedoch geschlossen, seine Sanierung wurde erst 2013 begonnen. Die Wiedereröffnung war für den September 2015 geplant, musste jedoch aufgrund von Baumängeln verschoben werden, und fand drei Jahre später am 16. Juni 2018 statt.
In der Mittelachse erstreckte sich vor dem Großen Tropenhaus das Haus O für tropische Wasserpflanzen mit einer Länge von zehn und einer Breite von acht Metern. Bereits im alten Garten waren die Riesenseerosen ein Besuchermagnet mit einem Schauhaus an exponierter Stelle und so erhielten sie auch im neuen Botanischen Garten im Zentrum des Gewächshauskomplexes ihre neue Heimat. Die heute bestehende Verbindung zum Großen Tropenhaus wurde jedoch erst 1966–1969 hergestellt. Das Victoria-Haus wurde von 214 m² auf 254 m² Grundfläche erweitert und das Sumpfpflanzenhaus mit 170 m² Grundfläche angebaut. Auch das Wasserbecken im Victoria-Haus wurde von 70,3 m² auf 113 m² vergrößert.
Gleichzeitig mit der Vergrößerung des Victoria-Hauses wurde die gesamte Eingangssituation in den Gewächshauskomplex neu gestaltet. Das Victoria-Haus bekam ein öffentlich zugängliches Untergeschoss mit zwei Sumpfpflanzenbecken und zwölf Aquarien für die verschiedenen Wasserpflanzen aller Erdteile. Von diesem Untergeschoss, in dem sich neben Diensträumen heutzutage auch ein Laden (für den Zeitraum der Gewächshaussanierung umgezogen in das Museum) und ein Café befinden, bestehen direkte Zugangsmöglichkeiten zum Großen Tropenhaus und zu den beiderseits liegenden Gewächshäusern G und H, den Startpunkten der Rundgänge. Die Eröffnung dieser baulichen Neugestaltung erfolgte am 19. Juni 1969.

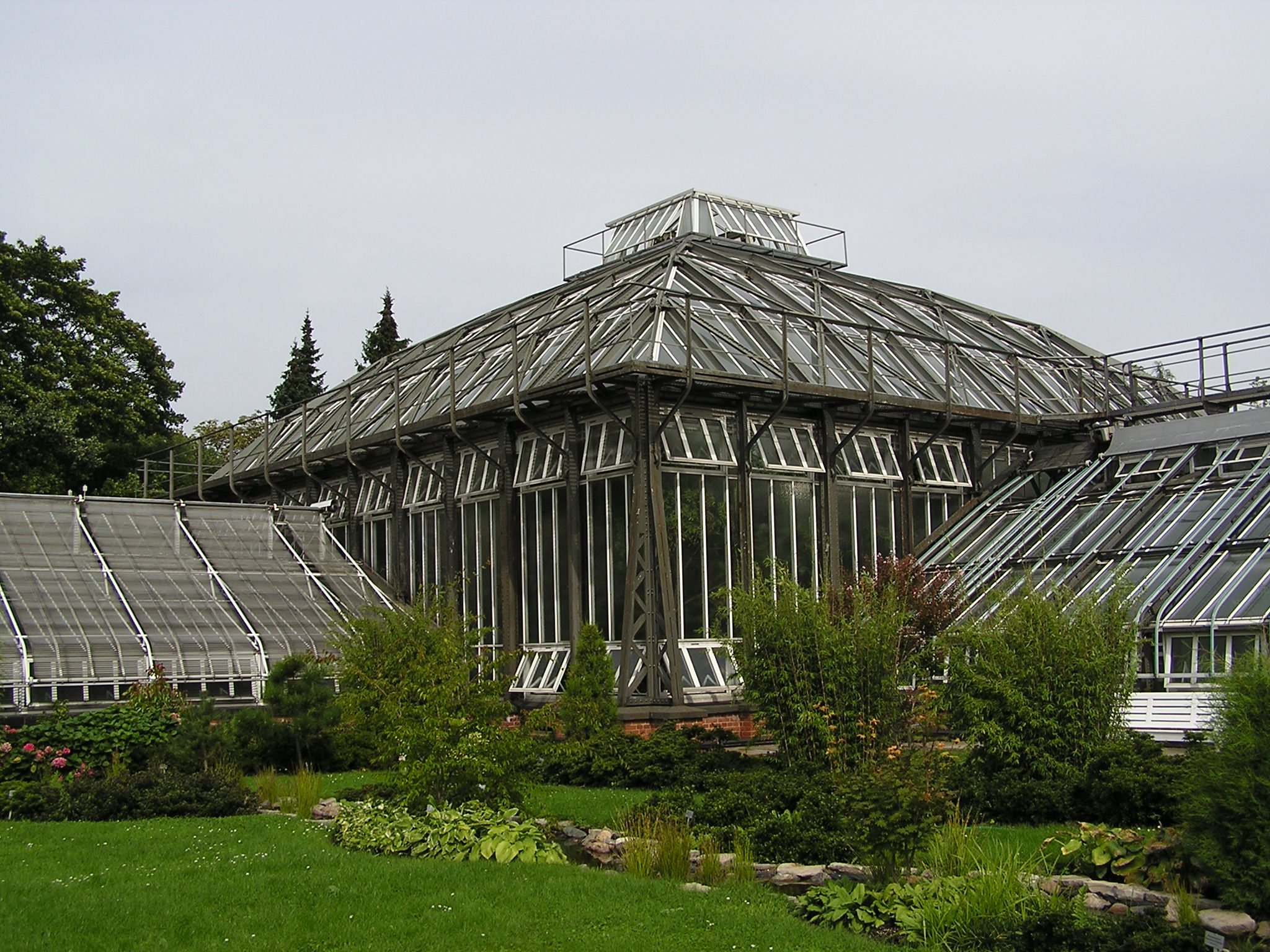
Schaugewächshaus M (Australien, Neuseeland)

Die Eckpunkte in der hinteren Reihe der Gewächshäuser bilden die Gewächshäuser C und M. Sie weisen eine quadratische Grundfläche von 393 m² und eine Firsthöhe von 11,50 Meter auf. Mit dem Großen Tropenhaus waren sie durch die flacheren Gewächshäuser B und N verbunden. Diese besaßen nur eine Höhe von 4,50 Meter und eine Grundfläche von 288 m². Die Verbindung von der hinteren Gewächshausreihe zur vorderen wird durch die mit 3,30 Meter Höhe noch flacheren Gewächshäuser D und L hergestellt. Sie besitzen eine Grundfläche von jeweils 231 m².

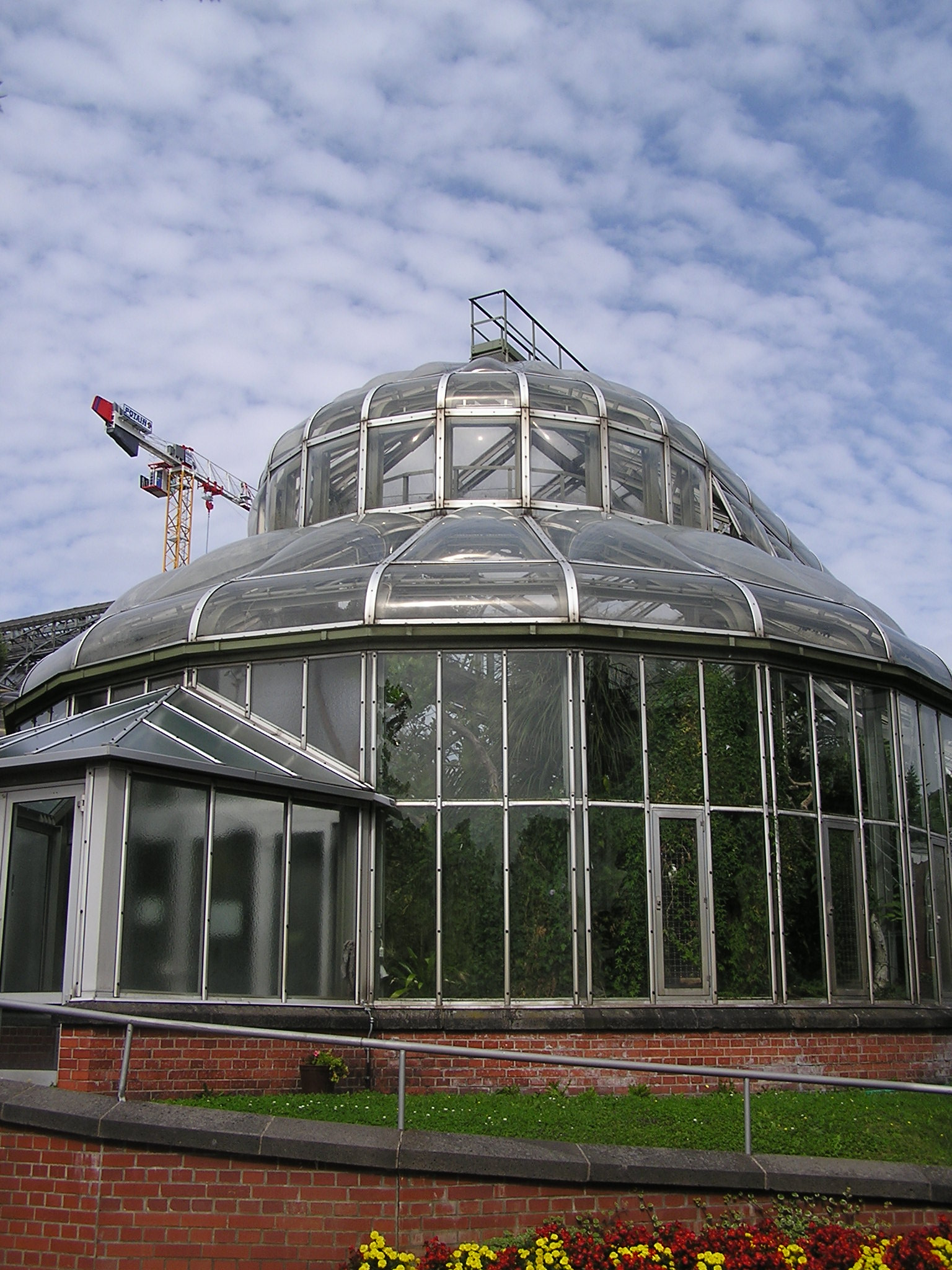
Schaugewächshaus E (feuchte Tropen), Neubau von 1987

In vorderer Front wurden vier gleich große Gewächshäuser (E, G, H und K) mit 9,30 Meter Firsthöhe und 154 m² Grundfläche angelegt. Zwischen jeweils zwei dieser Gewächshäuser befanden sich die mit 4,50 m Höhe flachen Häuser F und I mit jeweils einer Grundfläche von 191 m².
Zwischen 1979 und 1987 wurden alle Gewächshäuser der vorderen Reihe (E bis K) abgerissen und durch Neubauten nach Entwürfen des Architekten und Künstlers Engelbert Kremser ersetzt. Baulicher Verfall und wachsender Raumbedarf werden als Gründe für die Baumaßnahme genannt. Kremser nutzte die Möglichkeiten der modernen Gestaltung und arbeitete mit vielen Rundungen im Anklang an organische Formen. Diese Rundungen setzte er sowohl im Verlauf der Fronten als auch in den Übergängen zu den Dächern ein.

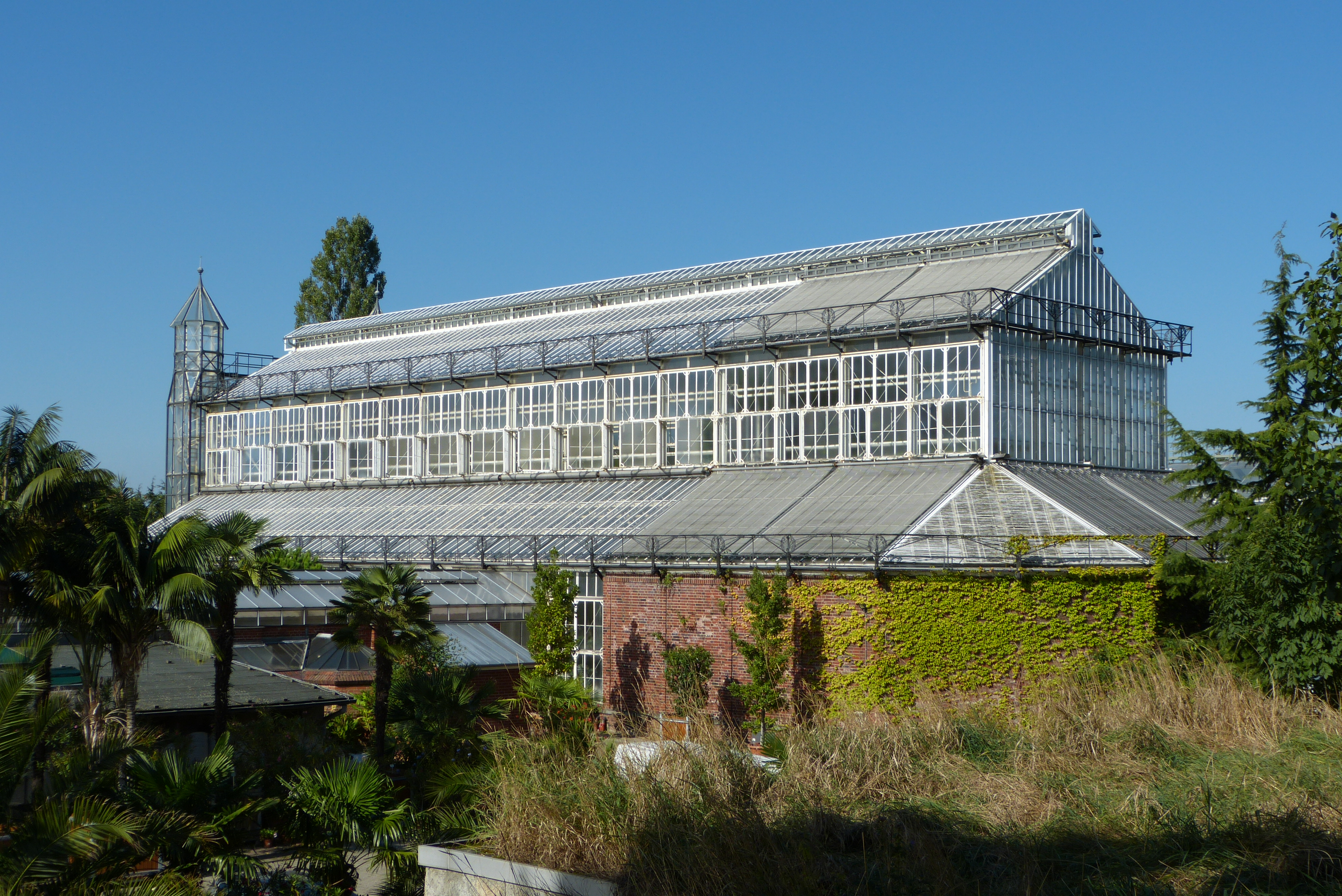
Das fast 16 m hohe Subtropenhaus (Ansicht von der Zeune-Promenade)

Etwas abseits des Hauptkomplexes befindet sich der zweite architektonische Höhepunkt der Gewächshausgestaltung, das Kalthaus für subtropische Gewächse, auch Mittelmeerhaus genannt. Mit seiner dreischiffigen Anlage und den zwei Portaltürmen weist es einen fast kathedralenhaften Charakter auf. Die Grundfläche des Hauses beträgt 878 m² bei einer Firsthöhe von 15,8 Meter. Die Position dieses Gewächshauses ergab sich aus der Entfernung, die notwendig war, um auch bei flachem Sonneneinfall im Winter eine Verschattung der anderen Gewächshäuser zu vermeiden. Das Haus wurde zwischen 1989 und 1992 grundlegend renoviert.
Das kleine Gewächshaus für koloniale Nutzpflanzen lag abseits des Gewächshauskomplexes im Kolonialgarten in der Nähe des Kesselhauses. Es war einfacher Gestalt, besaß eine Höhe von 3,70 Meter, eine Grundfläche von 134 m² und ist heute nicht mehr vorhanden.

### Pavillons

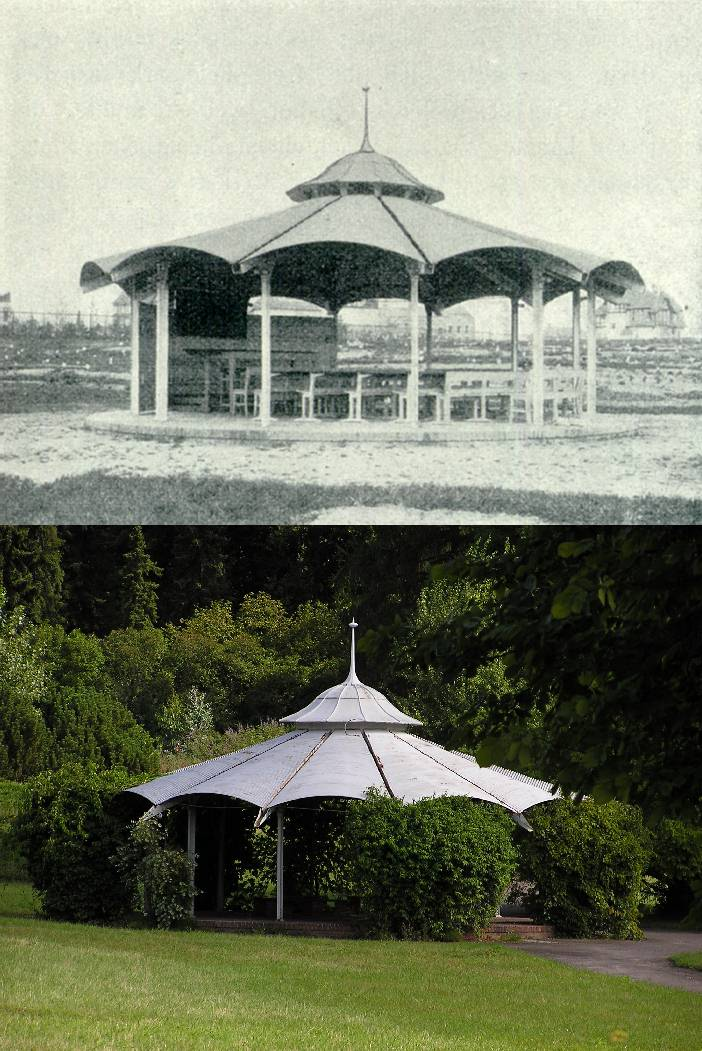
Vortragshalle um 1905 und 100 Jahre später

In den Freianlagen bieten zahlreiche Pavillons die Möglichkeit, sich auszuruhen, Literatur zu studieren oder Schutz vor Regen zu suchen. Koerner zeigte hier seine umfangreichen architektonischen Fähigkeiten, indem er die Bauten in unterschiedlichsten Stilen, angepasst an das botanische Umfeld, entwarf. Teilweise sind diese Pavillons mit kleinen Schmuckanlagen verbunden.

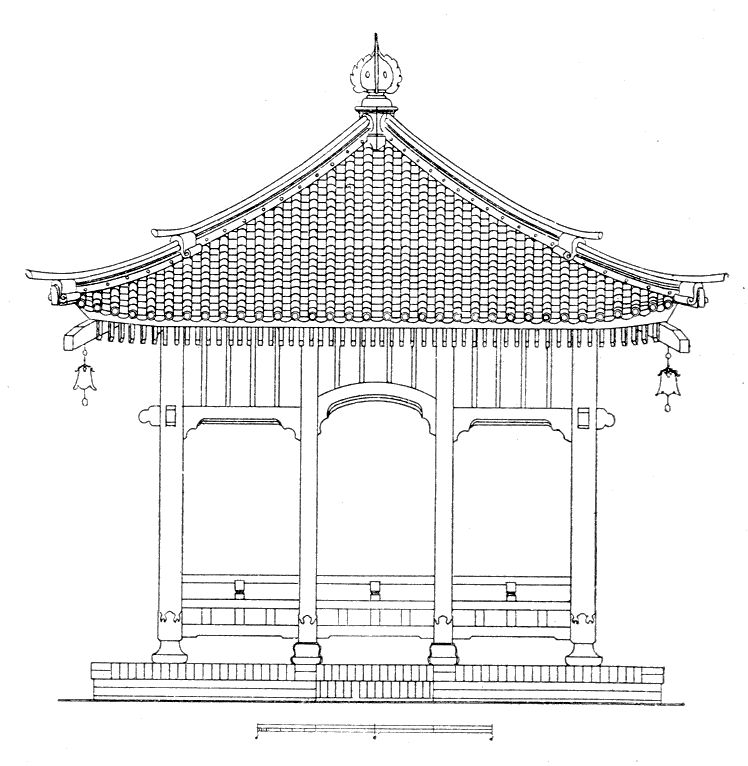
Japanische Laube

Im Bereich der geografischen Anlagen, die die Flora Ostasiens zeigen, befindet sich im Mittelpunkt eines japanischen Ziergartens die Japanische Laube.
An zentraler Stelle im Arboretum befindet sich die Rosenlaube. Aus Basaltlava errichtete Koerner hier ein halbrundes massives Bauwerk in romanischen Formen. Es ist umgeben von wilden Rosen, die es überwuchern und vor dem dunklen Gebäude besonders eindrucksvoll ihre Blütenpracht zeigen können.
In der systematischen Abteilung, heute inmitten ausgedehnter Wiesen, befindet sich eine offene Vortragshalle. Engler suchte diese mit seinen Studenten gerne auf, um hier Vorlesungen abzuhalten. Sie trägt heute deswegen auch den Namen Engler-Pavillon.
In der ehemaligen Morphologischen Abteilung I, dem heutigen Duft- und Tastgarten, befindet sich ein pilzförmiger bedeckter Sitzplatz. Dieser etwas klobig erscheinende Pavillon verbirgt unter sich einen 180 m³ fassenden Sammelbrunnen, in dem das Regenwasser aller Glasdächer, in Summe immerhin etwa 8000 m², gesammelt wird. Dieses Wasser wird zur Versorgung entsprechend empfindlicher Pflanzen genutzt.
Eine Kombination aus Pavillon und Wirtschaftsgebäude stellt das Alpenhäuschen dar. Am Rande des Alpengartens wurde es in den Formen des schweizerischen Holzbaus errichtet. Neben seinem Bestimmungszweck als Gärtnerarbeitshaus bietet es auch eine Sitz- und Schutzhalle für Besucher. Weitere Schutzhallen wurden in Zusammenhang mit den Pförtnerlogen an beiden Eingängen errichtet.
Im Jahr 1997 ist der Dorotheen-Pavillon am Ufer des nordwestlichen oberen Sees des Eichenteichs hinzugekommen.

### Wohn- und Wirtschaftsgebäude

#### Heizkraftwerk

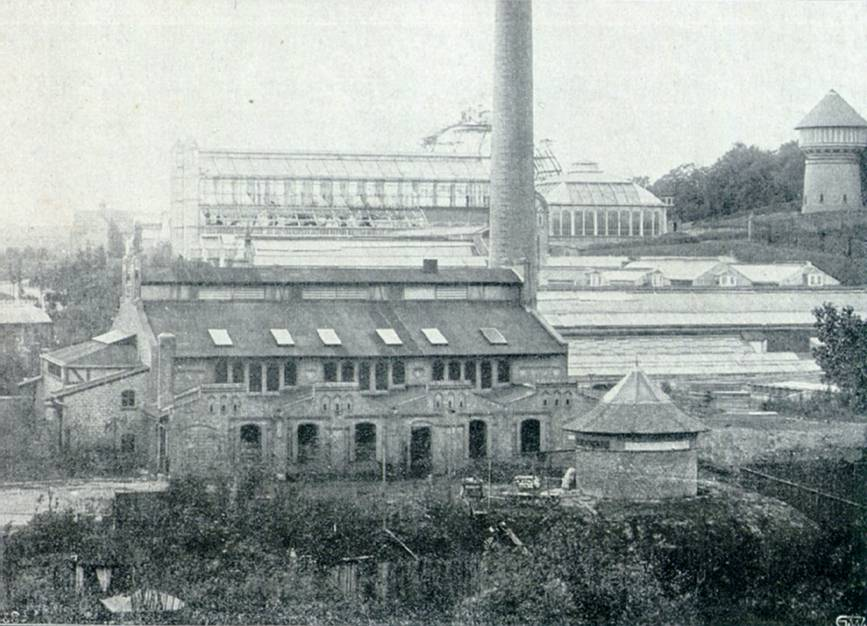
Kesselhaus mit Schornstein, Pumpstation und Wasserturm, um 1905

Besondere Anforderungen wurde an die Heizanlage gestellt, da nur durch zusätzliche Beheizung in den Gewächshäusern die für die verschiedenen Pflanzen benötigten Temperaturen erreicht werden. Dabei ist ein durchgehender Betrieb notwendig, da auch nachts und auch im Sommer geheizt werden muss.
Angesichts der hohen Anforderungen und des hohen Energiebedarfs wurde im Botanischen Garten ein eigenes Heizkraftwerk mit drei Warmwasserkesseln und einem Dampfkessel errichtet. Folgende Leistungen hatte das Kraftwerk zu erbringen:
- Versorgung der Heizungssysteme mit Dampfwarmwasser und Niederdruckdampf,
- Versorgung der Gewächshäuser mit Wasserdampf für die Luftbefeuchtung und die Tropennebel,
- Versorgung der Gärtnereien mit Warmwasser,
- Energieversorgung des Wasserhebewerks, der Regenwasserdruckleitung, der elektrischen Beleuchtung und der elektrischen Arbeitsmaschinen.

Bis zu seiner Außerbetriebnahme wurde das Kraftwerk mit Steinkohle betrieben und benötigte rund 1500 Tonnen pro Jahr. Am 13. September 1967 wurde der Botanische Garten an das Fernwärmenetz des Fernheizwerkes Steglitz angeschlossen und bezieht seither von dort die benötigte Wärme. Der jährliche Energieverbrauch beträgt ca. 36.000 GJ (= 8.580 Gcal), wovon allein ungefähr ein Drittel für das Große Tropenhaus benötigt wird. Durch die Sanierung des Großen Tropenhauses wird dessen Energiebedarf deutlich gesenkt werden, sodass er nach Abschluss der Arbeiten nur noch bei etwa einem Fünftel des verringerten Gesamtenergiebedarfs liegen wird.

#### Wasserwerk

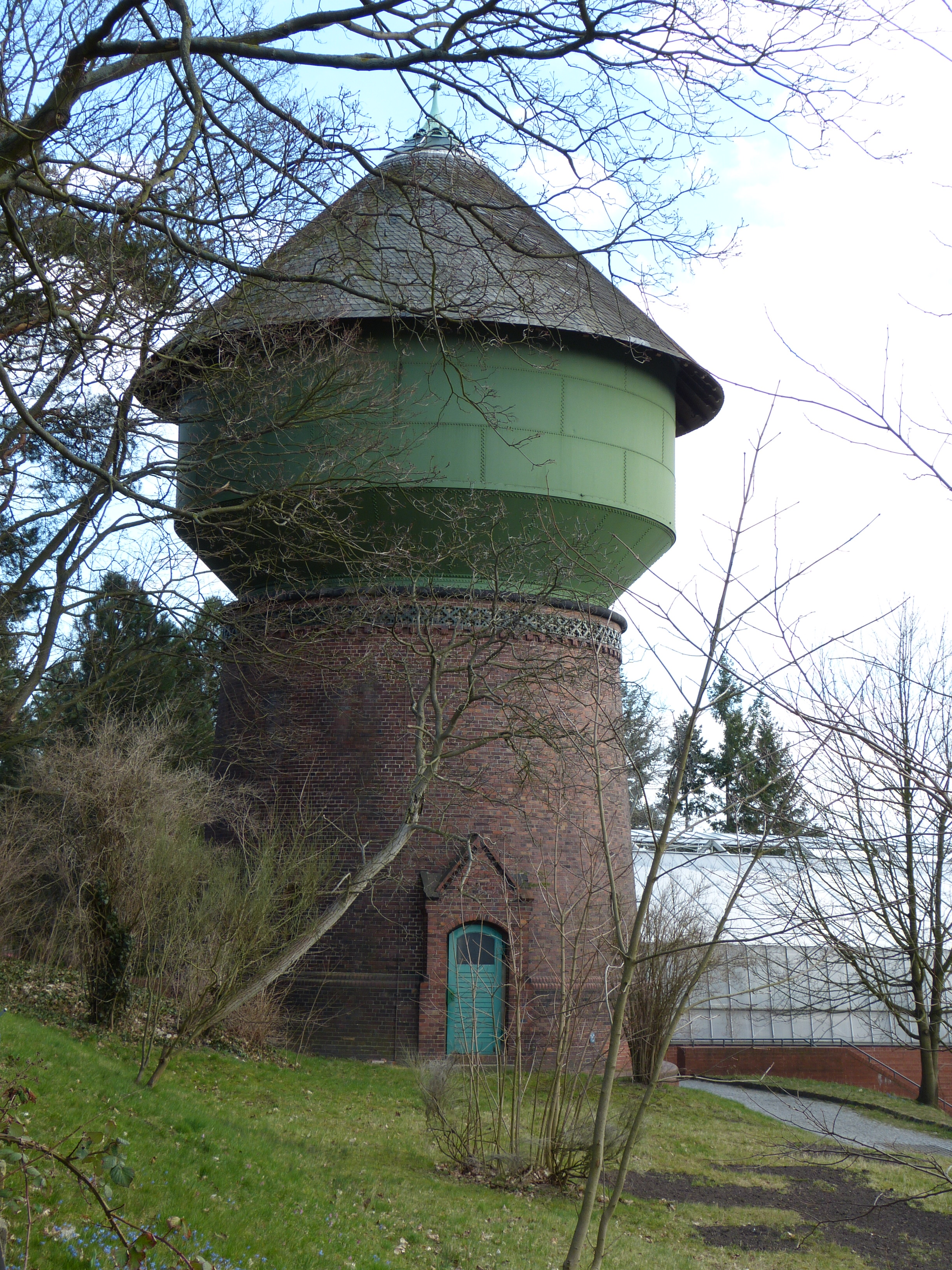
Wasserturm des Botanischen Gartens, April 2013

Ähnlich wichtig wie die Versorgung mit Wärme ist die ausreichende Versorgung mit Frischwasser. Für den Massenbedarf des Gartens wurden zwei 50 m tiefe Brunnen angelegt. Das dort vorgefundene Tiefenwasser war für die Freilandpflanzungen ohne weitere Behandlung geeignet. Zur Förderung des Wassers wurde ein Wasserwerk mit Dampfpumpen, die vom oben erwähnten Heizwerk mit Dampf versorgt wurden, angelegt. Das Wasser wurde direkt in das Leitungsnetz des Gartens sowie in den 550 m³ fassenden Wasserturm hinter den Schauhäusern gepumpt. Die Pumpanlage war für eine Tagesleistung von 1000 m³ Wasser ausgelegt.
Das Wasser für die Versorgung der Gebäude wurde von Beginn an vom öffentlichen Netz bezogen. Im Notfall hätte auch das öffentliche Netz als Ersatz für das Wasserwerk eingesetzt werden können.
Die Technik wurde Ende des 20. Jahrhunderts modernisiert und die Pumpen sind heute elektrisch betrieben, die Tiefbrunnen stellen jedoch noch immer die Brauchwasserversorgung des Botanischen Gartens sicher.

#### Wohnhäuser

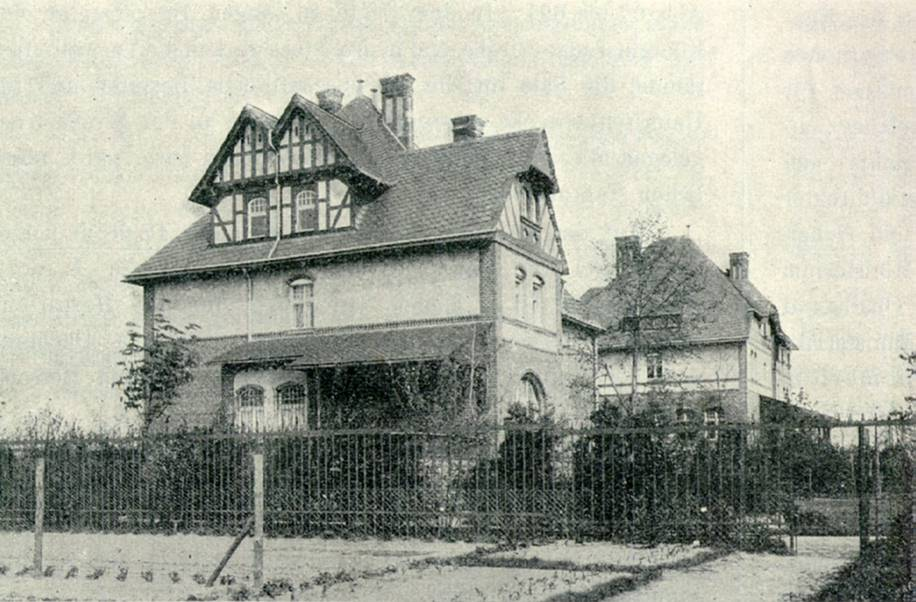
Wohnhäuser für Unterdirektor (vorn) und Direktor, um 1905

Für Engler und Urban, Direktor und Unterdirektor, wurden in enger räumlicher Nähe zwei Wohnhäuser inmitten eines Schmuckgartens errichtet. Sie lagen westlich des Eingangs am Königin-Luise-Platz. Das Wohnhaus für den Unterdirektor wurde im Zweiten Weltkrieg zerstört, das Direktorenwohnhaus ist bis in die Gegenwart erhalten geblieben. Ebenfalls erhalten ist das ehemalige Wohnhaus für den Oberinspektor des Gartens. Es befindet sich in der Nähe des südlichen Eingangs an der Straße Unter den Eichen und wird heute als Pädagogisches Zentrum (Pädagogische Beratungsstelle im Botanischen Garten/Botanikschule) genutzt. Entsprechend der Stellung der Personen differierte auch die ausgebaute Wohnfläche; für den Direktor 245 m², für den Unterdirektor 193 m² und für den Oberinspektor 150,5 m².

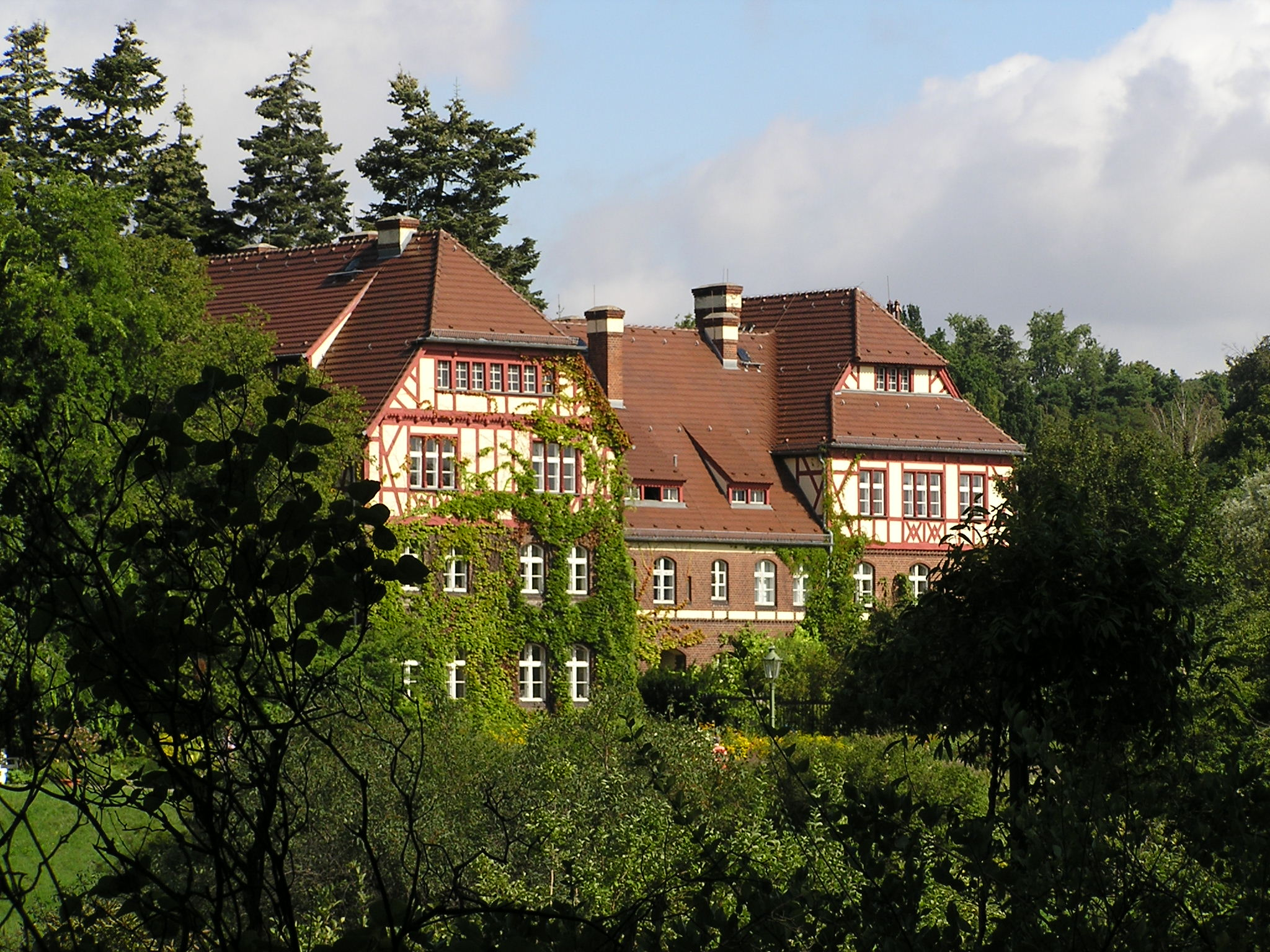
Gärtnerwohnhaus I

Zwei mehrgeschossige Gebäude mit Wohnungen für Angestellte des Gartens wurden ebenfalls innerhalb des Gartens errichtet, die sogenannten Gärtnerwohngebäude I und II. In diesen befanden sich neben den Wohnbereichen auch Gemeinschaftsräume wie Speiseräume, Lesezimmer und Schreibstube sowie Diensträume wie Samenstube, Vorratsräume oder Räume für die Gartenverwaltung. Beide Gebäude befinden sich im südlichen Gartenbereich zwischen dem öffentlichen Garten und dem Wirtschaftshof.
Alle fünf Wohngebäude wurden im Ziegelbau im Bereich der Vollgeschosse und im Holzfachwerkbau im Bereich der ausgebauten Dachgeschosse ausgeführt.

## Botanisches Museum, Herbarium und Bibliothek

### Überblick

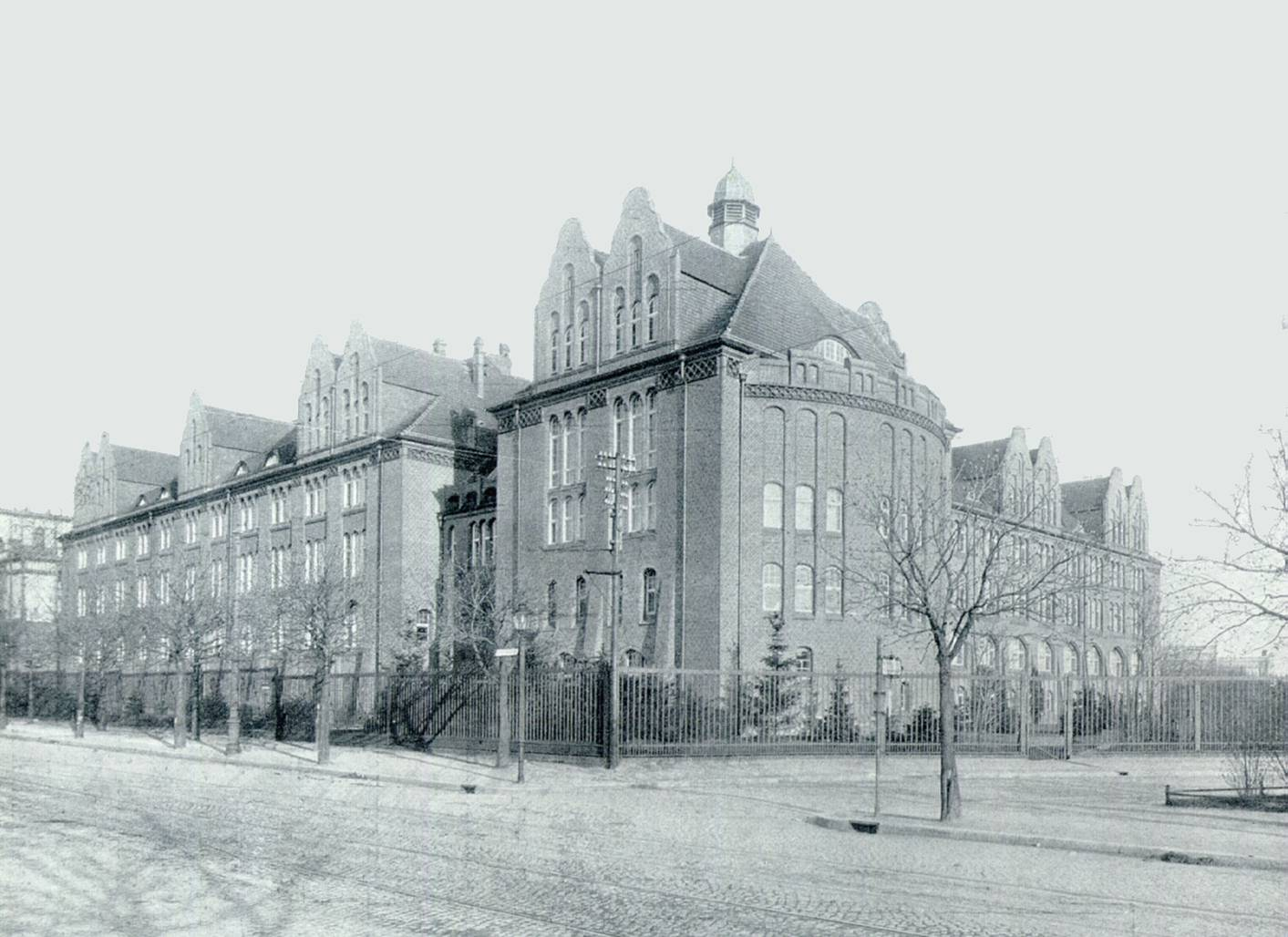
Neubau für Museum, Herbarium und Bibliothek um 1905

Bevor der Garten zur Domäne Dahlem verlegt wurde, befand er sich in Schöneberg bei Berlin, wo es auch ein entsprechendes Museum gegeben hatte. Das dortige Museum wurde danach zum Sitz mehrerer kommunaler Einrichtungen und trägt heute den Namen Haus am Kleistpark.
Das neue Museum, das Herbarium und die Bibliothek sind hier in Lichterfelde in einem gemeinsamen Gebäude an der Königin-Luise-Straße untergebracht, das zwischen 1903 und 1906 errichtet wurde. Der von Koerner entworfene viergeschossige Bau mit ausgebautem Dachgeschoss besteht aus einem Hauptbau an der Straße und zwei Gartenflügeln. Der westliche 48,68 m lange Gartenflügel beherbergte das Museum und die Botanische Zentralstelle für die deutschen Kolonien, der östliche Gartenflügel (28,17 m lang) war für Herbarium und Bücherei errichtet worden. Der Flügel war so gestaltet, dass später bei Bedarf eine Verlängerung hätte erfolgen können. Im 78,9 m langen Hauptbau befanden sich Verwaltungsräume, Arbeitszimmer, Unterrichtsräume und an der Nordwestecke ein großer Hörsaal.

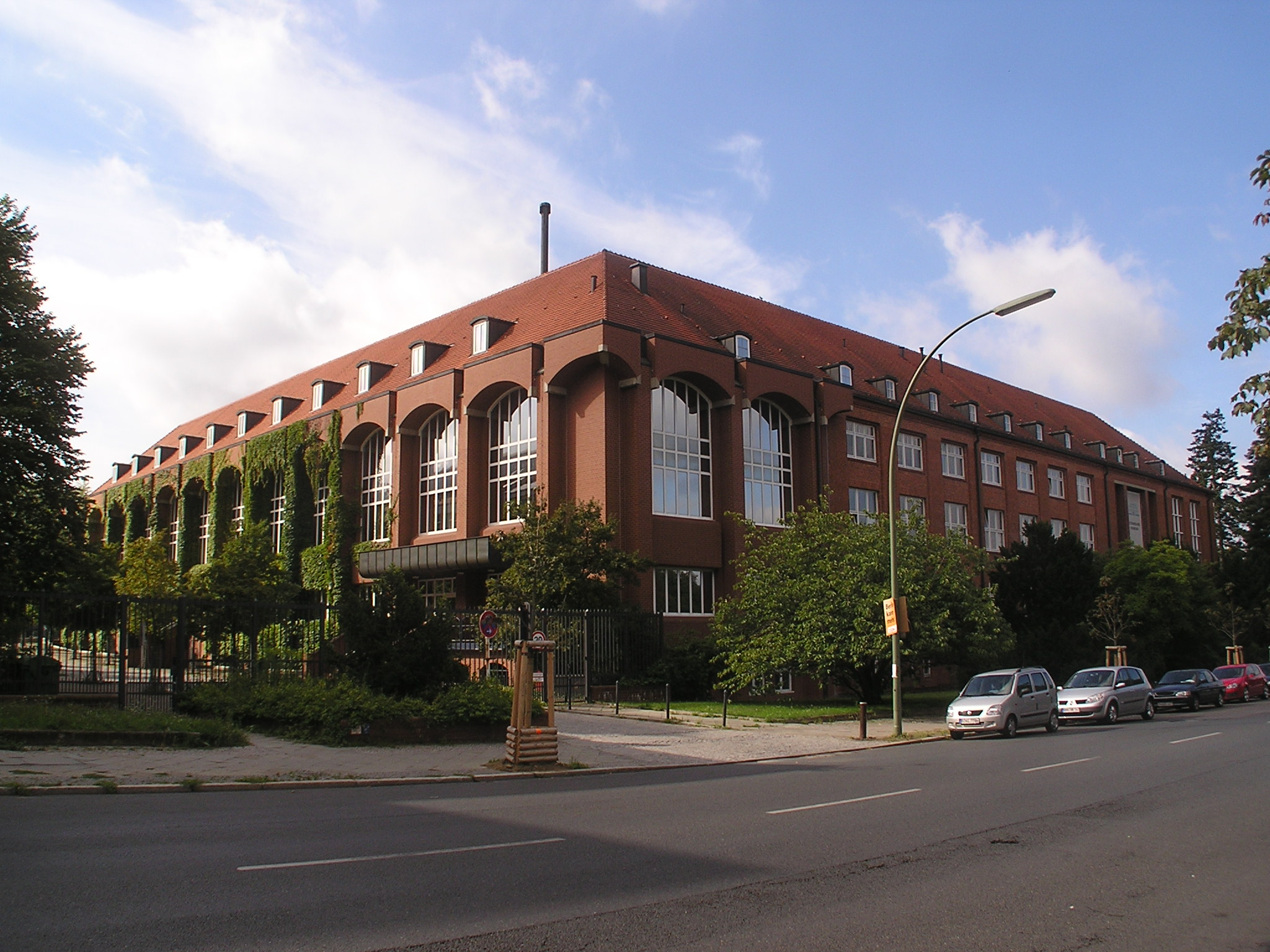
Botanisches Museum mit dem 1987 fertiggestellten Herbarflügel

Die Eingangshalle des Gebäudes erstreckt sich über zwei Stockwerke und vermittelt die Zugänge zu den verschiedenen Bereichen des Gebäudes.
Im Zweiten Weltkrieg wurde das Gebäude sehr stark beschädigt. Am 1. März 1943 durchschlug eine Sprengbombe das Dach des Herbar- und Bibliothekflügels und setzte diesen in Brand. Auch Phosphorbomben trafen das Gebäude. Der Herbar- und Bibliotheksflügel und Teile des Hauptbaues brannten bis zum nächsten Tag nieder. Der Museumsflügel stand zwar noch, hatte jedoch erhebliche Schäden durch die Druckwellen der Sprengbomben erlitten. Bei einem Luftangriff am 29. Januar 1944 wurde dann auch der Museumsflügel getroffen und brannte weitgehend aus.
Zwischen 1953 und 1959 wurden der Westflügel und der Hauptbau wieder aufgebaut. Herbarium, Bibliothek und Museum mussten sich den Westflügel vorerst teilen, sodass allen deutlich weniger Fläche zur Verfügung stand. Von 1983 bis 1987 wurde ein neuer Ostflügel, größer als der ursprüngliche, nach Entwürfen von Rainer G. Rümmler errichtet.

### Botanisches Museum

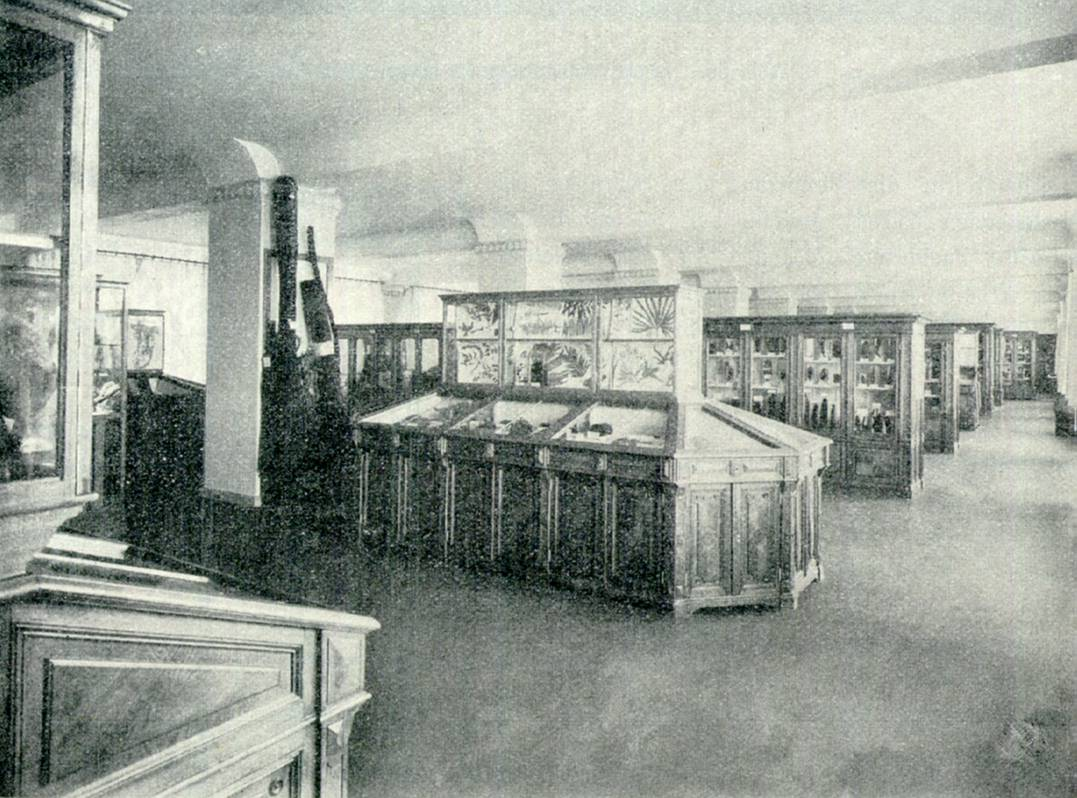
Ausstellungsraum im Museum, um 1905

Im Jahr 1879 erhielt das Herbarium im alten Botanischen Garten ein eigenes Gebäude und somit erstmals die Möglichkeit, Sammlungsstücke der Öffentlichkeit zu präsentieren. Bereits ein Jahr später wurde eine Ausstellung zur „Belehrung nicht fachlich ausgebildeter Besucher“ eröffnet. Dies war der erste Vorläufer des Botanischen Museums.

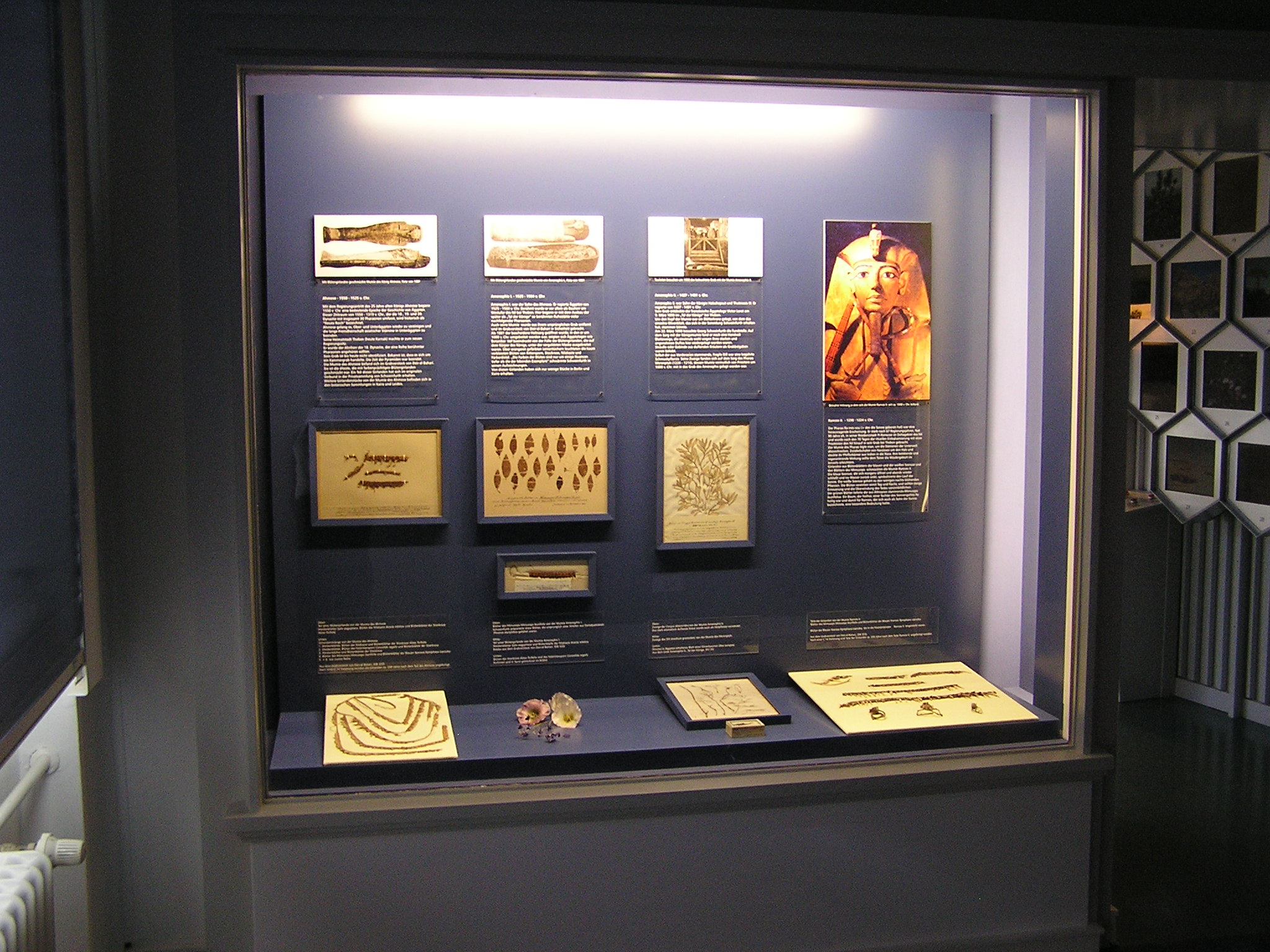
Ausstellung zu ägyptischen Grabbeigaben im Museum

Mit dem Umzug nach Dahlem erhielt das Museum 1907 auf drei Etagen eine deutlich vergrößerte Ausstellungsfläche. Dies wurde zur Erweiterung der pflanzengeografischen und paläobotanischen Ausstellung um Abteilungen zu Fortpflanzungsverhältnisse im Pflanzenreich und zu Grundtypen der Pflanzengestalten genutzt.
Nach der Zerstörung von Gebäude und zahlreichen Exponaten wurde 1957 mit dem Wiederaufbau eines Museums auf deutlich reduzierter Fläche in einer Etage begonnen. Nach dem Umzug von Herbarium und Bibliothek in den neu aufgebauten Ostflügel konnte das Museum erweitert werden. Am 11. März 1991 wurde die zweite Etage eröffnet. 2004/2005 erfolgte eine Überarbeitung und Umgestaltung der ersten Etage.
Das Museum versteht sich heute als Ergänzung zum Garten und will die Themen der Botanik präsentieren, die im Garten nicht ohne Weiteres beobachtet werden können. Hierzu gehören geschichtliche Entwicklung, Entwicklung über das Jahr, innere Pflanzenaufbauten, vergrößerte Mikrostrukturen, Artenverbreitung sowie Pflanzenprodukte und -nutzung.

### Herbarium, Bibliothek und Saatgutbank
Erste Pflanzensammlungen wurden bereits von Elsholtz um 1657 noch vor der Gründung des Botanischen Gartens angelegt. Der Grundstock von Herbarium und Bibliothek geht jedoch auf das Jahr 1818 zurück, als der damalige Direktor Heinrich Friedrich Link unter der Fürsprache des preußischen Ministers Karl vom Stein zum Altenstein erreichte, dass aus dem Nachlass von Willdenow dessen Privatherbarium und -bibliothek für den Botanischen Garten erworben wurden. Neben zahlreichen Sammlungen, die von Mitarbeitern des Botanischen Gartens durchgeführt wurden, gingen dem Herbarium in der Folgezeit zahlreiche Sammlungen führender Botaniker zu. Kustos und Leiter von 1838 bis 1860 war Johann Friedrich Klotzsch.
Beim Umzug der Bibliothek in das neue Gebäude nach Lichterfelde betrug die Anzahl der Bände und Separata etwa 37.000. Das Herbarium bestand zu diesem Zeitpunkt aus 17.500 Mappen, davon 3.200 mit Kryptogamen. Einige wichtige Sammlungen, wie die von Willdenow oder die Himalaya-Sammlung von Prinz Waldemar, wurden getrennt aufbewahrt und nicht in das Generalherbar integriert.
Durch den alliierten Bombentreffer am 1. März 1943 und den nachfolgenden Brand wurden annähernd die gesamte Sammlung, mit teilweise 300 Jahre alten unwiederbringlichen Stücken, sowie die Bibliothek vernichtet. In der Bibliothek verbrannten 80.000 Bände und 200.000 Drucke. Sofort nach dem Verlust der Bibliothek wurde durch Schenkungen und antiquarische Käufe mit deren Wiederaufbau begonnen. Anfang 1945 war der Bestand wieder auf 20.000 Bände und 50.000 Drucke angewachsen. Durch die Wirren, die mit dem Ende des Zweiten Weltkriegs verbunden waren, ging jedoch auch dieser Bestand zu großen Teilen wieder verloren.
Nach dem erweiterten Wiederaufbau des Ostflügels zogen Herbarium und Bibliothek 1987 dort ein. Zu diesem Zeitpunkt hatte die Bibliothek mit etwa 85.600 Monografien und Zeitschriftenbänden den Vorkriegsumfang erreicht.
Im Jahr 1994 wurde mit der Dahlemer Saatgutbank eine Langzeitlagerung für keimfähige Samen gefährdeter oder geschützter Pflanzen eingerichtet. Die Samen werden weltweit gesammelt, der Schwerpunkt liegt aber auf Europa und speziell der Region Berlin-Brandenburg. Seit 2015 verfügt die Saatgutbank über ein eigenes kleines Gebäude zwischen Botanischem Museum und dem Sumpf- und Wasserpflanzengarten. Der Bestand war zu diesem Zeitpunkt bereits auf etwa 7000 Einlagerungen angewachsen, die für Erhaltungskulturen gefährdeter Arten und die wissenschaftliche Forschung zur Verfügung stehen.

## Begräbnisstätten

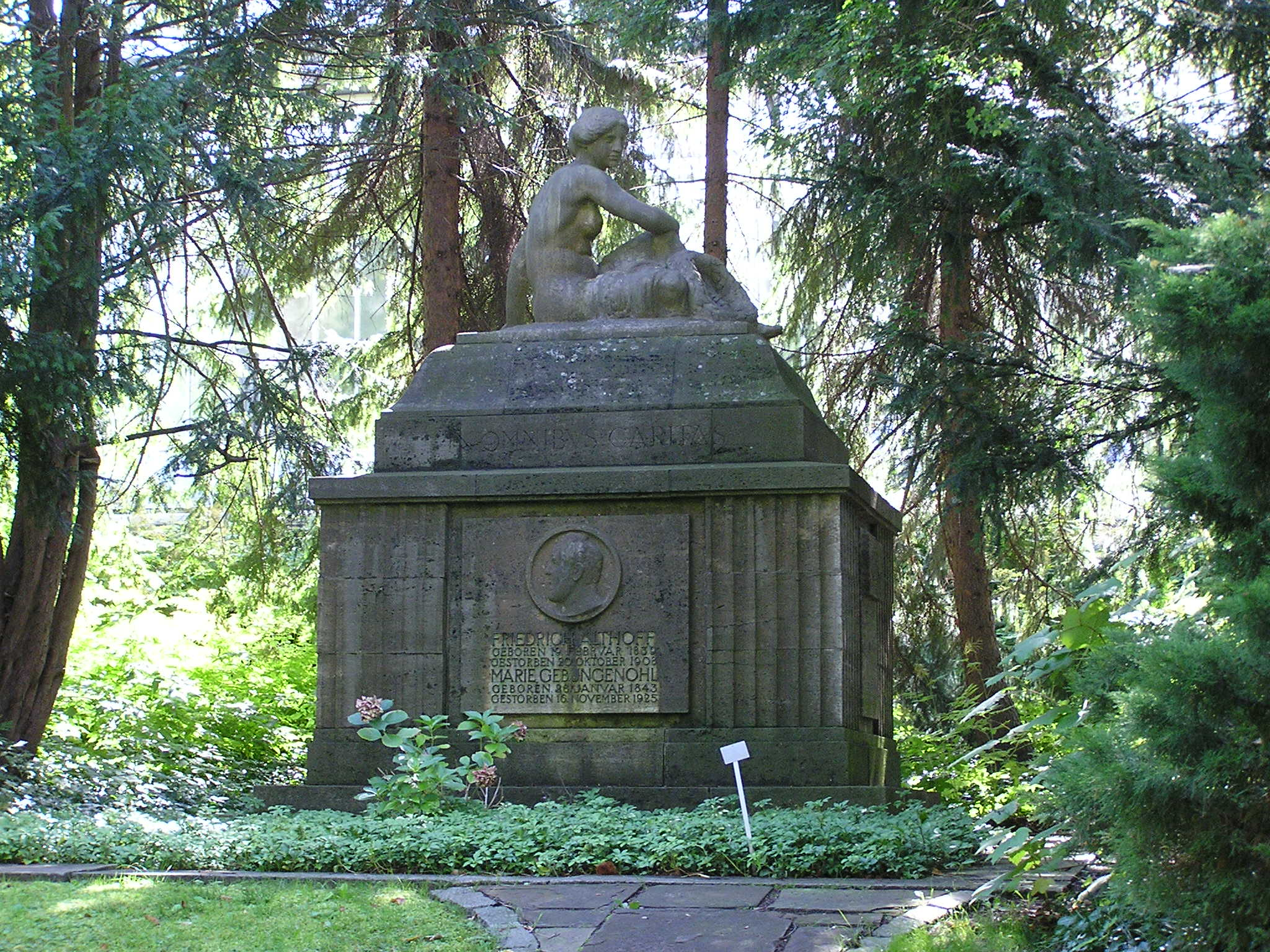
Grabmal für Friedrich Althoff

Vom Eingang am Königin-Luise-Platz kommend befindet sich links vor dem Gewächshauskomplex ein kleines Gräberfeld. Als erster wurde der 1908 verstorbene Friedrich Althoff hier beigesetzt. Althoff war es, der als Hochschulreferent im preußischen Kultusministerium die Entwicklung des Dahlemer Hochschulstandortes entschieden beförderte und der auf eigenen Wunsch im Botanischen Garten beerdigt wurde. Das Grabmal für Althoff wurde 1911 von Hans Krückeberg geschaffen. Es erinnert an einen klassizistisch gestalteten Sarkophag, auf dem sich ein Sockel mit einer trauernden Frauengestalt aus Marmor befindet. Diese symbolisiert die trauernde Wissenschaft.

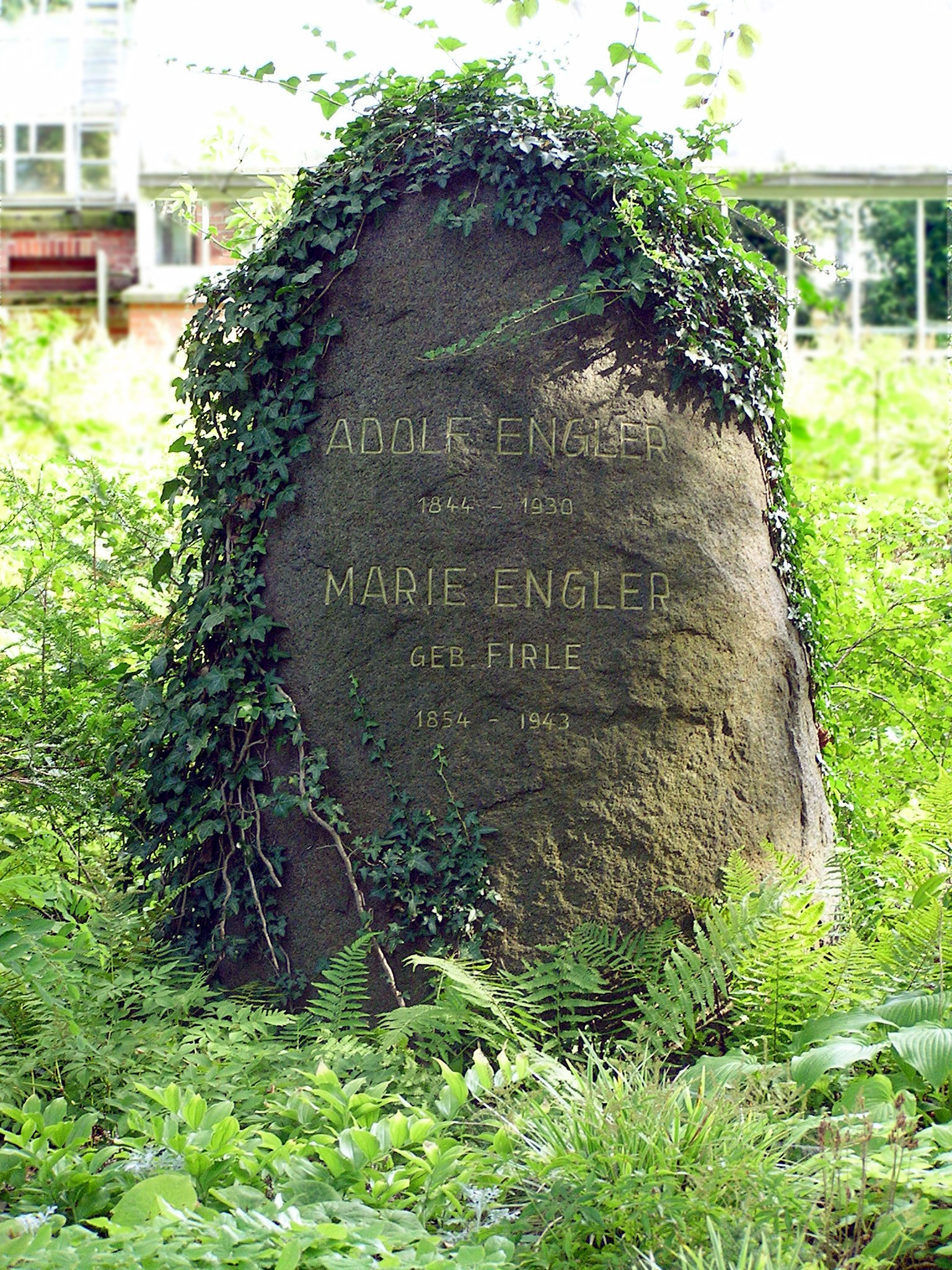
Grabmal für Adolf Engler

Als zweiter wurde der bedeutende Afrikaforscher und Kustos am Botanischen Garten Georg Schweinfurth beigesetzt. Er verstarb 1925.
Die dritte Grabstelle gehört dem 1930 verstorbenen Adolf Engler und seiner 1943 verstorbenen Frau Marie. Engler war der erste Direktor des neuen Botanischen Gartens, hatte dessen Aufbau und Struktur bis in die heutige Zeit beeinflusst und wurde hier in seinem Lebenswerk beigesetzt.
Wenige Meter weiter befindet sich das Grab des 1945 verstorbenen Ludwig Diels. Diels war enger Mitarbeiter Englers, bevor er nach Englers Emeritierung dessen Nachfolge antrat.
Etwas weiter abseits der drei vorgenannten Grabstellen, die sich in einer Reihe befinden, liegt ein weiterer Leiter des Gartens begraben. Es handelt sich um Erich Werdermann, der den Garten von 1951 bis 1958 leitete und 1959 verstarb. Ein Grabstein in der Nähe von Althoffs Grab lässt hier auch die Grabstätte von Ignaz Urban vermuten. Es handelt sich jedoch um ein Kenotaph. Urbans Grabstein wurde erst nach Auflassung seiner Grabstelle in Lichterfelde zu seinem Gedenken in den Botanischen Garten versetzt.

## Bunker

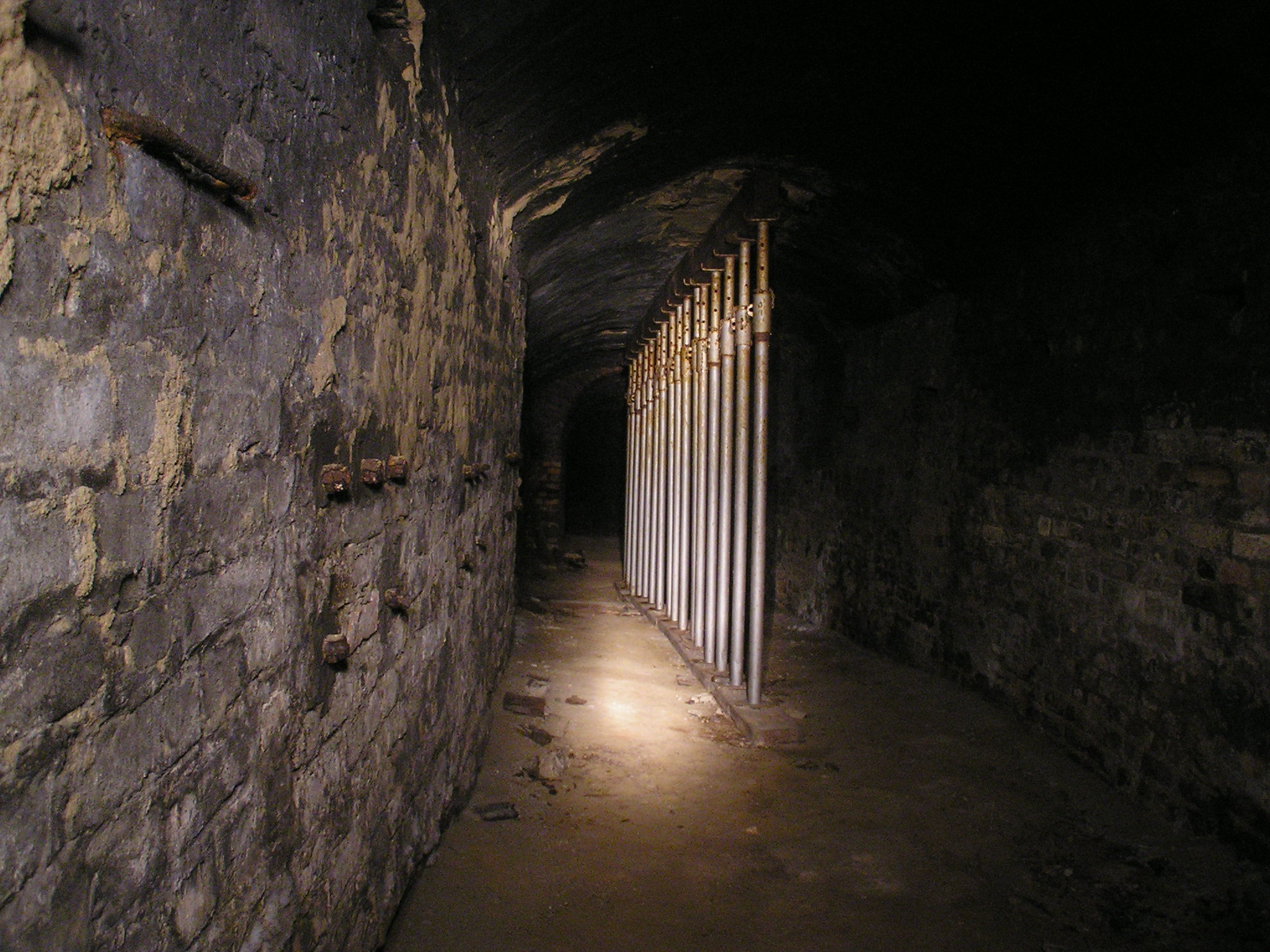
Abgestützter Stollen im Fichtenbergbunker

Noch 1943 wurde unter dem Fichtenberg in rund zehn Meter Tiefe der Bau einer Bunkeranlage begonnen. Der Zugang zu diesem Bunker war ausschließlich über zwei Zugänge vom Wirtschaftshof des Botanischen Gartens möglich. Gebaut wurde der Bunker für das SS-Wirtschafts- und Verwaltungshauptamt, das seinen Standort ca. 500 Meter entfernt in der Straße Unter den Eichen 126–135 hatte. Benutzt wurde der Bunker für die Unterbringung des Aktenbestands und des Personals während der Luftalarme. Die Anlage des Bunkers ist ungewöhnlich, da es nur sehr wenig Räume gab und die recht langen Stollen mit unterschiedlichen Bauverfahren vorangetrieben wurden. Im Ende eines im Schildvortriebsverfahren erstellten Stollens befindet sich noch bis heute der 1944 bei Einstellung der Arbeiten zurückgelassene Bohrschild.
Nach dem Zweiten Weltkrieg wurden die Zugänge der Bunkeranlage gesprengt. Einige Gänge sind zwischenzeitlich auch eingestürzt. Der Rest der Anlage dient heute als Winterquartier für Fledermäuse.

## Wege durch den Botanischen Garten

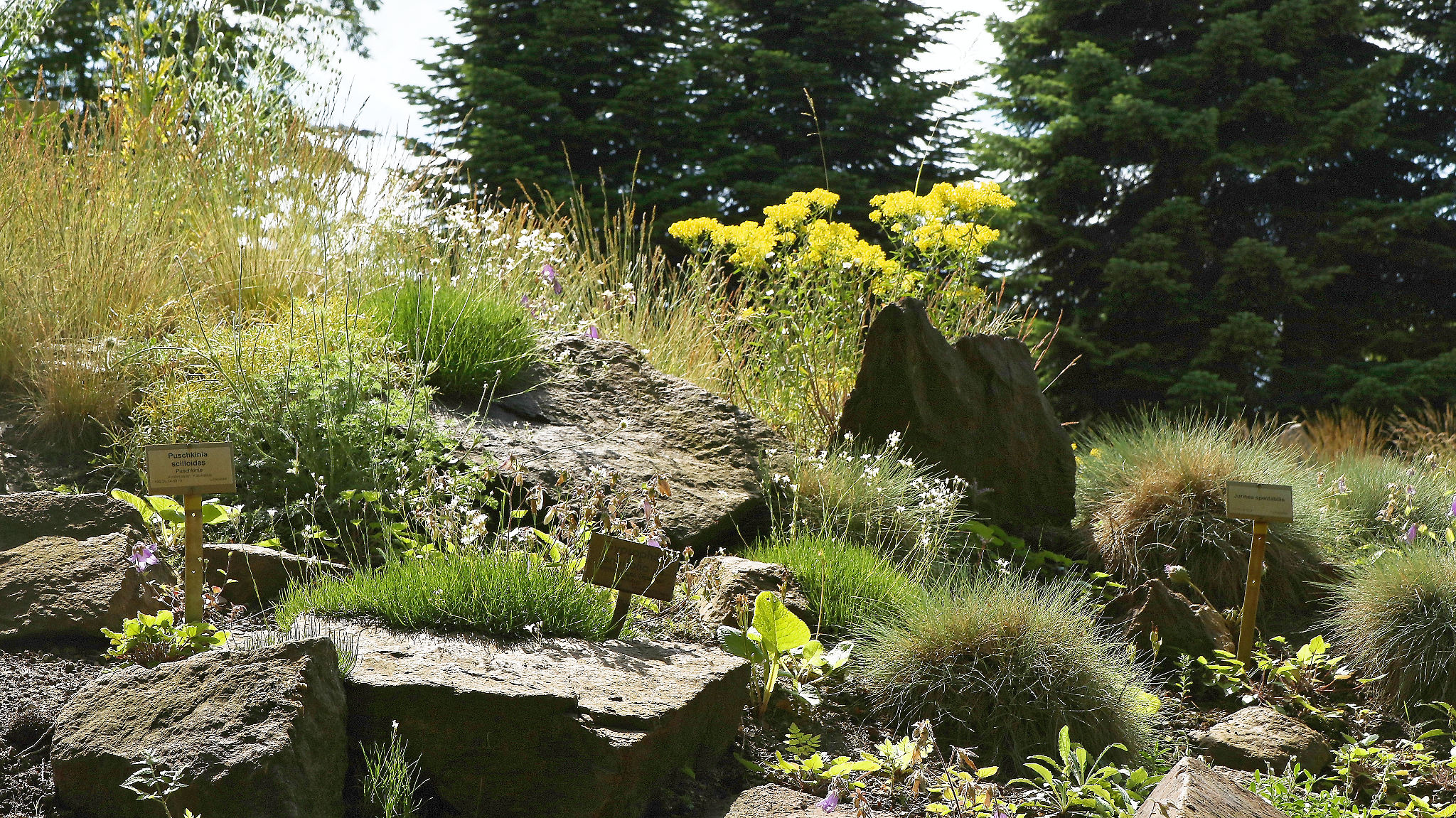
Alpinpflanzen zwischen Gebirgsgestein

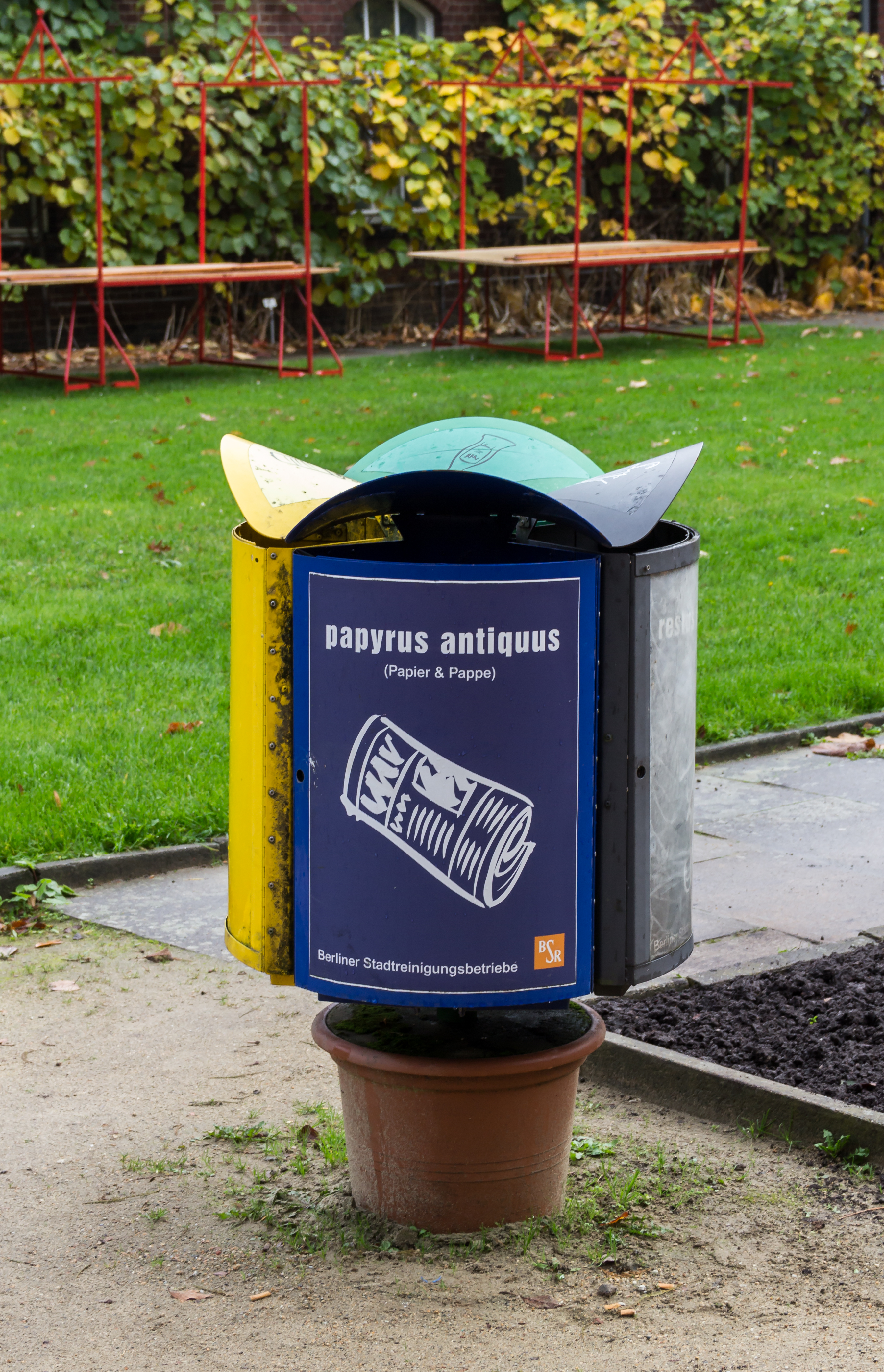
Abfallbehälter

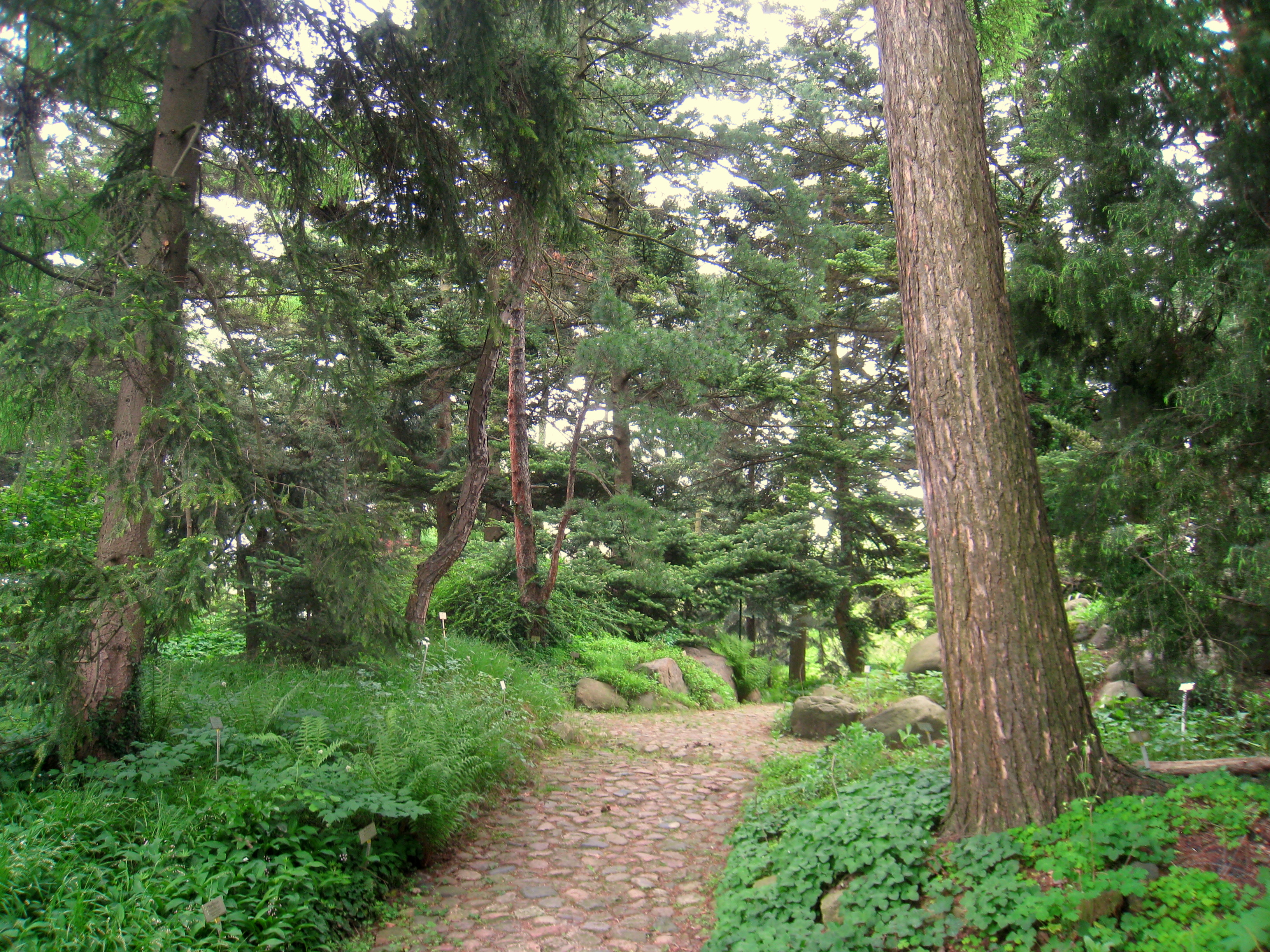
Bäume im Botanischen Garten

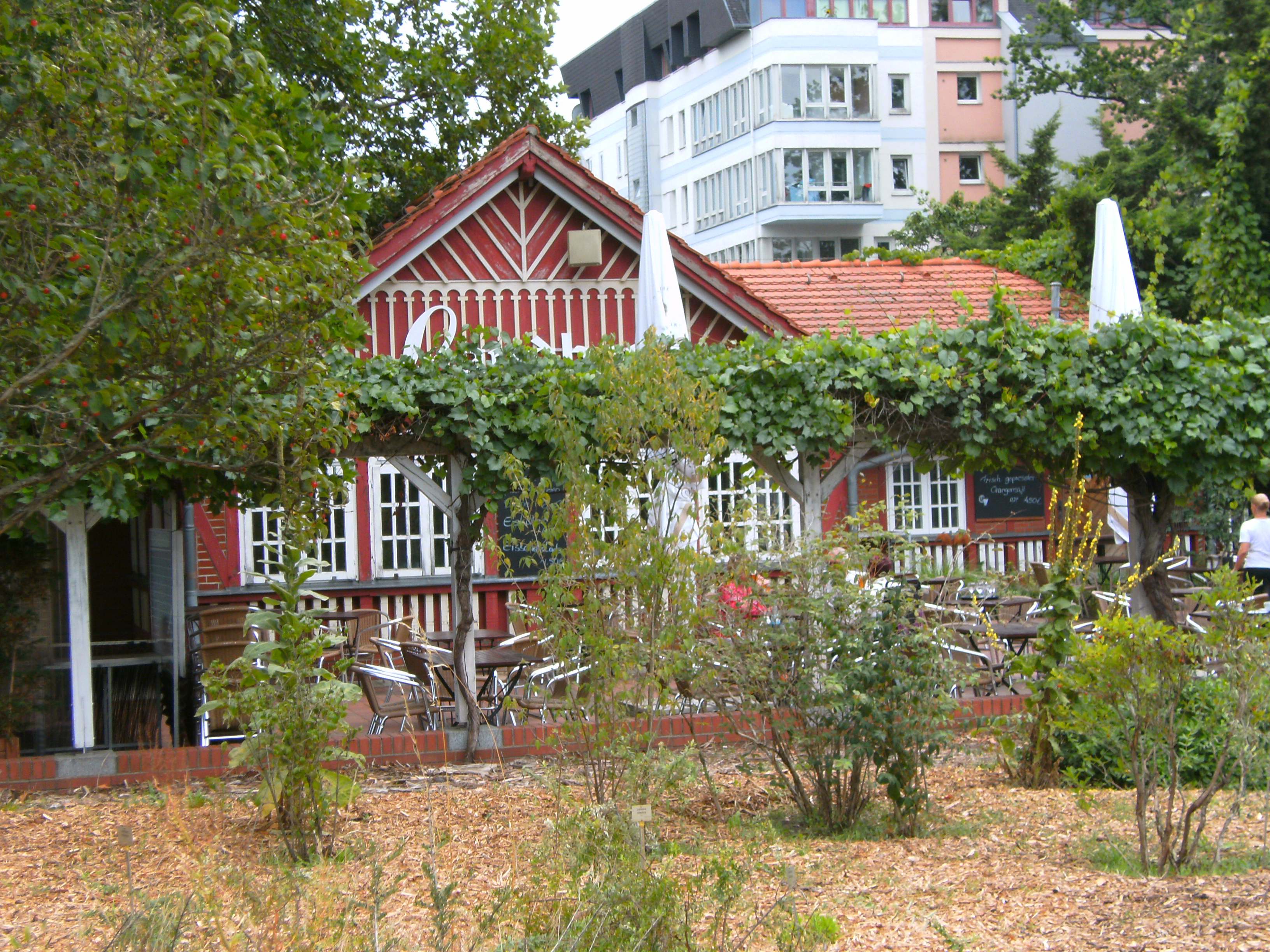
Berlin, Botanischer Garten: Landhaus im Botanischen Garten

Rundgang: Vom Eingang Unter den Eichen führt der Weg vorbei an dem Haus der Gartenverwaltung und dem Duft- und Tastgarten zu den Gewächshäusern. Vom Eingang zum Großen Tropenhaus aus erschließen sich die Gewächshäuser nach Erdteilen und Pflanzenarten. Danach sind Steinhügel mit alpinen Pflanzen zu sehen. Durch lockere Bewaldung des Arboretums geht der Weg zum Rosenpavillon. Der Rundweg führt dann parallel zur Straße Unter den Eichen zurück zum Landhaus/Eingang Unter den Eichen.

## Veranstaltungen, Filme und weiteres
Seit 2016 findet im Botanischen Garten in der Advents- und Weihnachtszeit der Christmas Garden statt. Hier werden auf einem Rundweg fantasievolle Lichtinstallationen gezeigt.
Das große Tropenhaus gehört mit Innen- und Außenansichten zu den Schauplätzen der im Filmstudio Babelsberg produzierten Science-Fiction-Serie Lexx – The Dark Zone (3. Staffel, 9. Episode: Garden).
Die Abfallbehälter auf dem Gelände sind in der Farbgebung, mit der besonderen Form und mit ihren lateinischen Beschriftungen eigene Kunstwerke (siehe Bild).